# Loché-sur-Indrois
Vous lisez un « bon article » labellisé en 2016.
Loché-sur-Indrois (prononcé /lɔʃe syʁ ɛ̃dʁwa/), nommée Loché (/lɔʃe/) jusqu'en 1897, est une commune française du département d'Indre-et-Loire, en région Centre-Val de Loire. Avec une superficie de 7 413 hectares, elle est la commune la plus étendue du département depuis qu'elle a absorbé la commune voisine d'Aubigny en 1823. Sa population n'est pourtant en 2022 que de 472 habitants, valeur sensiblement stabilisée depuis une dizaine d'années, alors qu'elle était forte de plus de 1 200 habitants jusque dans les années 1950. Son économie reste très largement orientée vers l'agriculture où l'élevage tient une part non négligeable, même si une petite industrie d'une trentaine de salariés est implantée sur son territoire.
La présence de l'Homme est attestée sur le territoire de Loché depuis le Paléolithique. Cependant, au cours du premier millénaire de notre ère, l'histoire du site est très mal documentée. Ce n'est qu'au Moyen Âge que la fondation de l'abbaye cistercienne de Beaugerais fait réapparaître le nom de Loché dans les chartes et les chroniques. L'histoire de l'abbaye de Beaugerais, fondée au début des années 1150 sous la forme d'un simple ermitage et dirigée à partir de 1609 par Michel de Marolles alors qu'il n'a que neuf ans, rythme celle de Loché, jusqu'à sa disparition en 1792. C'est à partir du Moyen Âge que, sous l'impulsion des moines, ont lieu d'importants défrichements qui permettent la mise en culture d'une partie du territoire, les bois et les forêts étant, à l'époque contemporaine, repoussés aux confins nord-ouest et sud-ouest de la commune.
Le patrimoine architectural de la commune est assez diversifié, mais seuls l'église et les vestiges de l'abbaye de Beaugerais sont portés à l'inventaire des monuments historiques. L'extrémité sud-est de la forêt de Loches s'avance sur les terres de Loché-sur-Indrois, ce qui permet à la commune de disposer sur son territoire de deux zones naturelles d'intérêt écologique, faunistique et floristique (ZNIEFF).

## Géographie

### Localisation
Loché-sur-Indrois, commune rattachée au canton de Loches, est située dans l'extrême Sud-Est de la Touraine à environ 52,5 km au sud-est de Tours, préfecture du département d'Indre-et-Loire. Elle est également implantée à 17,4 km à l'est-sud-est de Loches, sous-préfecture et chef-lieu du canton de Loches et à 11,9 km au nord de Châtillon-sur-Indre, dans le département voisin de l'Indre. Loché-sur-Indrois, bien que rattachée au département d'Indre-et-Loire, fait partie du bassin de vie de Châtillon-sur-Indre.
En raison de l'étendue de son territoire communal et de sa position géographique, Loché-sur-Indrois est limitrophe de neuf autres communes dont deux, au sud, appartiennent au département de l'Indre.

### Géologie et relief

Carte géologique simplifiée de Loché-sur-Indrois.
Bourg et limites communales
Craie de Blois (CB)
Argiles à silex cénozoïques (AS)
Limons des plateaux quaternaires (LP)
Éboulis de pente (Eb)
Alluvions fluviatiles (All)

Rattaché au bassin parisien géologique, qui s'étend vers le sud jusqu'au Massif central, le territoire de la commune repose, comme tout le Sud-Est de l'Indre-et-Loire, sur un socle de formations calcaires du Cénomanien et du Turonien déposées par des avancées et des retraits maritimes successifs au Crétacé supérieur. Sur le plateau, ces dépôts sont masqués par des couches sénoniennes — craie blanche à silex (craie de Blois) puis argile à silex (AS) issue de la dégradation des dépôts antérieurs — elles-mêmes recouvertes localement par des limons des plateaux quaternaires (LP). Les sols lessivés qui en résultent, appelés bournais, sont peu fertiles, lourds et difficiles à travailler, même si des drainages récents en ont facilité l'exploitation agricole. Les formations calcaires crayeuses comme la craie de Blois (CB) n'affleurent que là où les cours d'eau (Indrois et ses ruisseaux affluents), par érosion, les ont mises à nu. Les vallées de ces cours d'eau sont recouvertes d'alluvions fluviatiles (All) et le fond de la vallée de l'Indrois est soumis au risque de remontée de la nappe phréatique sous-fluviale, souvent présente à très faible profondeur. Des éboulis (Eb) provenant de la dégradation et de la dislocation des argiles à silex, les perruches selon la dénomination régionale, recouvrent les pentes, en général faibles, qui relient la vallée au plateau.
L'aire du territoire de Loché-sur-Indrois est de 7 413 hectares au 1er janvier 2015, quand la superficie moyenne d'une commune de France métropolitaine s'établit à 1 510,2 hectares,. Elle est ainsi la plus grande commune d'Indre-et-Loire et occupe le 320e rang au classement des communes de France métropolitaine les plus étendues.
Son altitude varie entre 98 et 152 m. L'altitude minimale est observée au niveau du lit aval de l'Indrois, au nord, en limite communale de Villeloin-Coulangé tandis que le plateau se développe à une altitude supérieure à 130 m, les points culminants à 152 m se rencontrant en plusieurs endroits du territoire, au sud ou au sud-ouest, dans la forêt de Loches. Le chef-lieu communal, pour sa part, est établi à l'altitude moyenne de 105 m.

### Hydrographie et hydrologie

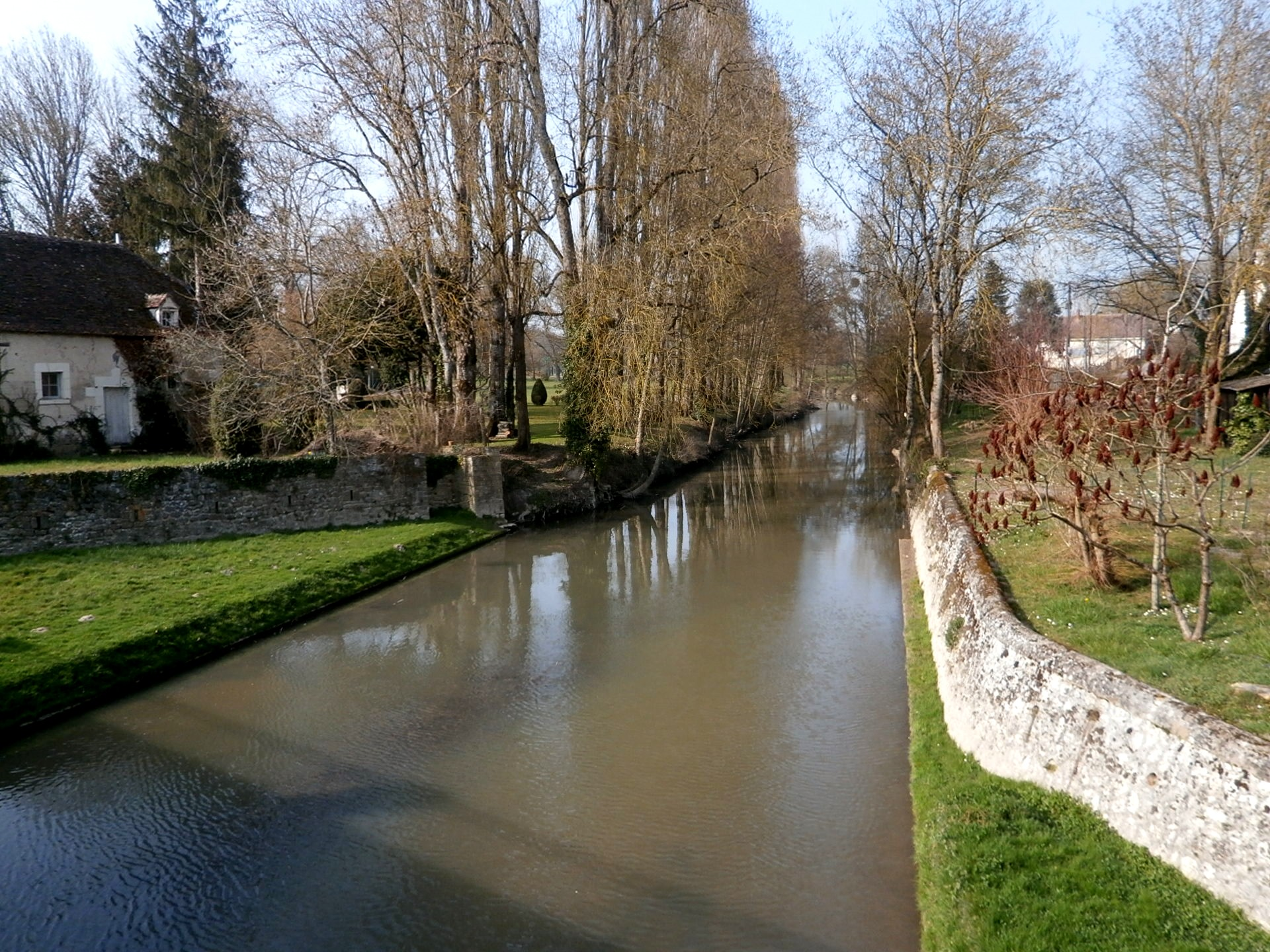
L'Indrois à Loché-sur-Indrois, vu vers l'aval.

L'Indrois, principal cours d'eau irriguant Loché-sur-Indrois, coule du sud vers le nord en partageant le territoire communal en deux parties inégales, environ trois quarts à l'ouest et un quart à l'est. Contrairement à la situation observée sur les communes en aval, le cours de la rivière est presque rectiligne, sans présenter de vastes méandres. Il reçoit, sur ses deux rives, plusieurs ruisseaux dont l'un des plus importants, le Calais, rejoint l'Indrois en amont du bourg. Néanmoins, certains de ces ruisseaux sont temporaires. L'extrême Sud de la commune est irrigué par plusieurs petits ruisseaux qui confluent pour rejoindre l'Indre au niveau de la commune de Saint-Hippolyte. Le Nord-Ouest du territoire est parcouru par le ruisseau d'Aubigny, coulant vers le nord et tributaire de l'Indrois dans lequel il se jette à Chemillé-sur-Indrois. De nombreux étangs, artificiels ou retenues naturelles aménagées, ponctuent ces ruisseaux,. Ce système hydrographique dense se prête de longue date à la construction de moulins, puisque l'un d'eux, sur le ruisseau d'Aubigny, est mentionné dès le Moyen Âge central et que celui de Nointeau, — ce fief est déjà mentionné sur des chartes du XIIIe siècle — sur l'Indrois, en amont du bourg, est important sous l'Ancien Régime.
L'Indrois est une rivière dont le débit peut être sujet à d'importantes variations pouvant occasionner des inondations de plaine, mais cet aléa est surtout à craindre dans la partie aval de son cours, lorsqu'elle a reçu le tribut de plusieurs affluents importants. Au niveau de Loché-sur-Indrois, l'Indrois n'a encore parcouru que 15 km depuis sa source, et le risque est moindre, même si en 1872 le bourg a été inondé sous les effets conjugués de la crue de l'Indrois et du Calais.
Cinq zones humides ont été répertoriées sur la commune par la direction départementale des territoires (DDT) et le conseil départemental d'Indre-et-Loire : « la vallée de l'Indrois de Villedômain à Loché-sur-Indrois », « la vallée des Ruisseaux de Ballon et de Vitray », « du Bois et de Beaugerais », « la vallée du Ruisseau d'Aubigny de Guche Pie à la Courroierie », « la vallée du Ruisseau de Calais » et « la vallée du Ruisseau de Roche et la vallée du Ruisseau d'Aubigny de Guche Pie à la Courroierie »,.

### Paysages naturels
Une bonne partie du territoire communal a été longtemps recouvert de forêts, dont les derniers massifs de la forêt de Loches et les bois de Beaugerais sont des vestiges. La relative médiocrité des sols agricoles a fait que les défrichements ont été tardifs, ne se développant qu'au Moyen Âge sous l'impulsion des moines de Beaugerais et de Villeloin, qui possédaient une grande partie des terres. Par ailleurs, les terres de l'ancienne paroisse d'Aubigny relèvent certainement d'un processus semblable vers la même époque, car elles forment comme une immense clairière au milieu de massifs forestiers aujourd'hui morcelés, forêt de Loches au nord et bois de Beaugerais au sud. D'autres défrichements, encore plus récents, puis les remembrements de la seconde moitié du XXe siècle ont contribué à créer sur le plateau de grandes étendues consacrées à l'agriculture (céréaliculture et prairies naturelles), même si de nombreuses petites parcelles boisées dispersées subsistent. Les îlots forestiers importants sont désormais cantonnés au sud-ouest (bois de Beaugerais) et au nord-ouest (derniers massifs de la forêt de Loches).
Les pentes, en général peu abruptes, des coteaux, sont elles aussi dévolues à la céréaliculture, avec quelques parcelles de vigne résiduelles. La vallée du ruisseau d'Aubigny, plus encaissée, conserve toutefois son boisement à l'approche de la forêt de Loches.
La vallée de l'Indrois offre un paysage constitué d'une alternance de prairies naturelles ou artificielles, de peupleraies au plus près du cours d'eau et de champs de maïs ou, plus récemment de sorgho, dont les exigences hydriques sont moindres.

### Climat
Pour des articles plus généraux, voir Climat du Centre-Val de Loire et Climat d'Indre-et-Loire.
En 2010, le climat de la commune est de type climat océanique dégradé des plaines du Centre et du Nord, selon une étude du CNRS s'appuyant sur une série de données couvrant la période 1971-2000. En 2020, Météo-France publie une typologie des climats de la France métropolitaine dans laquelle la commune est exposée à un climat océanique altéré et est dans la région climatique Centre et contreforts nord du Massif Central, caractérisée par un air sec en été et un bon ensoleillement.
Pour la période 1971-2000, la température annuelle moyenne est de 11,5 °C, avec une amplitude thermique annuelle de 14,8 °C. Le cumul annuel moyen de précipitations est de 706 mm, avec 11,2 jours de précipitations en janvier et 6,9 jours en juillet. Pour la période 1991-2020, la température moyenne annuelle observée sur la station météorologique de Météo-France la plus proche, sur la commune de Perrusson à 16 km à vol d'oiseau, est de 12,3 °C et le cumul annuel moyen de précipitations est de 730,3 mm,. Pour l'avenir, les paramètres climatiques de la commune estimés pour 2050 selon différents scénarios d'émission de gaz à effet de serre sont consultables sur un site dédié publié par Météo-France en novembre 2022.

### Transport et voies de communication

Voies de communication et développement urbain de Loché-sur-Indrois.
« Vieux bourg »
Extensions modernes

#### Infrastructure routière
Le territoire de Loché-sur-Indrois est traversé par deux routes départementales se croisant dans le centre urbain ; la D 9, d'ouest en est, relie Loches à Écueillé ; de moindre importance, la D 11, du nord au sud, assure la liaison entre Montrésor et Châtillon-sur-Indre. À partir du centre de Loché-sur-Indrois et longeant la vallée de l'Indrois vers le sud-est, la D 90 permet de rejoindre la commune voisine de Villedômain. Enfin, ne traversant que l'extrême Est de la commune, la D 675 (ancienne route nationale 675) est une partie d'un itinéraire nord-sud important qui relie Blois à Limoges ; il est possible de l'emprunter depuis le centre de Loché-sur-Indrois via la D 9 ou la D 90.

#### Transport en commun
La commune de Loché-sur-Indrois n'est desservie par aucun réseau de transport en commun. Un trajet d'un quart d'heure en voiture est nécessaire pour accéder aux réseaux de transports routiers de l'Indre-et-Loire (Fil Vert), de l'Indre (l'Aile bleue) ou à l'une des gares du réseau TER Centre-Val de Loire.

## Urbanisme

### Typologie
Au 1er janvier 2024, Loché-sur-Indrois est catégorisée commune rurale à habitat très dispersé, selon la nouvelle grille communale de densité à sept niveaux définie par l'Insee en 2022.
Elle est située hors unité urbaine. Par ailleurs la commune fait partie de l'aire d'attraction de Loches, dont elle est une commune de la couronne,. Cette aire, qui regroupe 23 communes, est catégorisée dans les aires de moins de 50 000 habitants,.

### Occupation des sols
L'occupation des sols de la commune, telle qu'elle ressort de la base de données européenne d’occupation biophysique des sols Corine Land Cover (CLC), est marquée par l'importance des territoires agricoles (74,3 % en 2018), en diminution par rapport à 1990 (75,2 %). La répartition détaillée en 2018 est la suivante : 
terres arables (61,7 %), forêts (25,3 %), prairies (10,3 %), zones agricoles hétérogènes (2,3 %), zones urbanisées (0,4 %). L'évolution de l’occupation des sols de la commune et de ses infrastructures peut être observée sur les différentes représentations cartographiques du territoire : la carte de Cassini (XVIIIe siècle), la carte d'état-major (1820-1866) et les cartes ou photos aériennes de l'IGN pour la période actuelle (1950 à aujourd'hui).

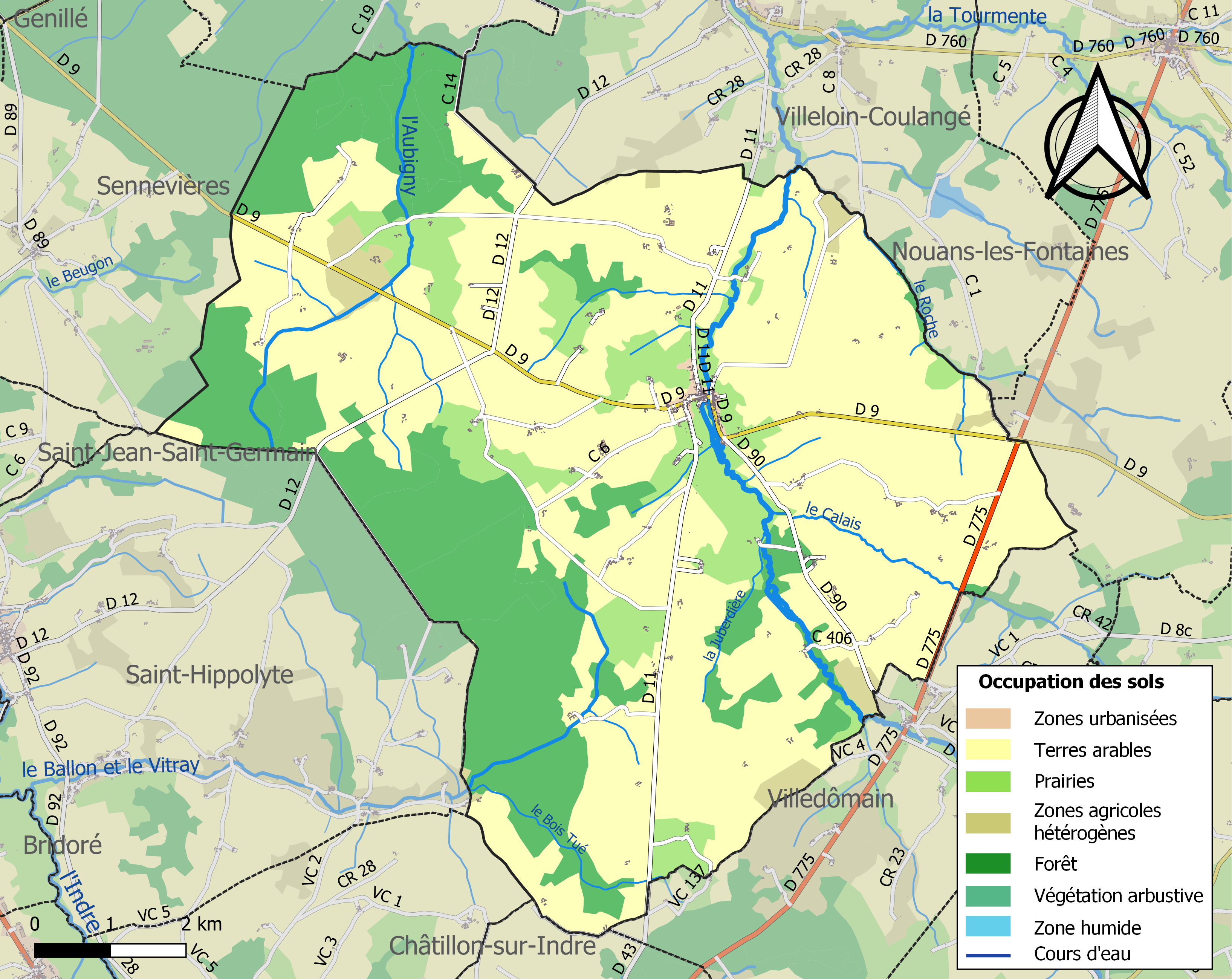
Carte des infrastructures et de l'occupation des sols de la commune en 2018 (CLC).

### Morphologie urbaine

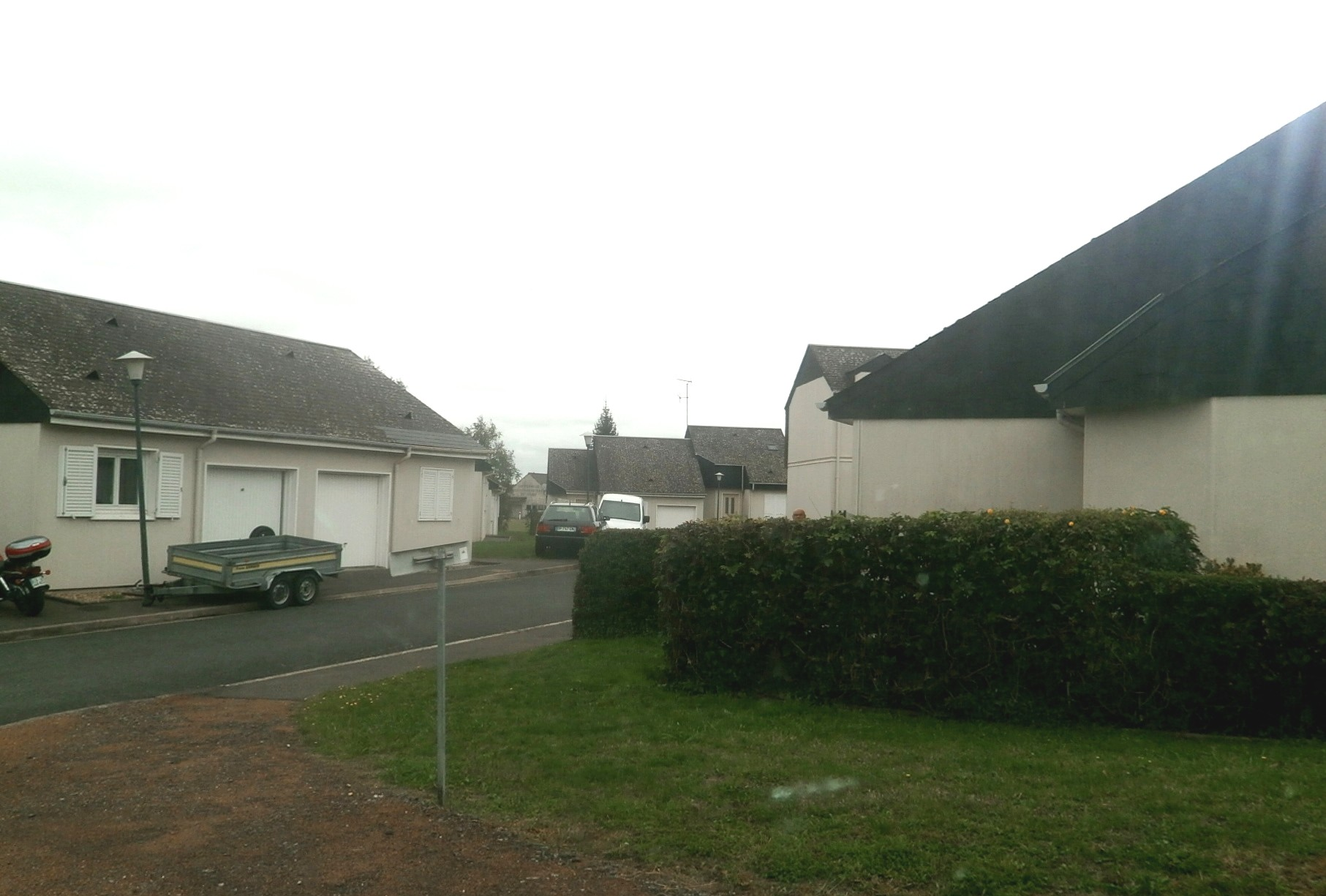
Lotissement à la sortie ouest du bourg.

Le bourg de Loché-sur-Indrois s'est, dans un premier temps, construit autour de son église, dans la vallée de l'Indrois resserrée à cet endroit ; en cas de menace, les habitants pouvaient se réfugier dans l'enceinte du château, tout proche. Les extensions se sont faites sous forme de constructions isolées le long des rues qui rayonnent à partir du centre, d'abord sur la rive gauche, puis sur la rive droite de la rivière. Dans un dernier temps, un petit lotissement est venu s'adjoindre au bâti à l'ouest, sur la D 9. Ce bourg se situait, jusqu'au XIXe siècle, vers le nord du territoire communal mais à peu près à égale distance de ses limites est et ouest. Depuis le rattachement à Loché de la commune d'Aubigny, l'aire communale s'est fortement étendue vers le nord-ouest et le chef-lieu communal se trouve maintenant repoussé dans la moitié est de Loché-sur-Indrois.
Aucun hameau important n'est présent, les écarts étant constitués de fermes (logement et ses dépendances) isolées ou groupées par deux ou trois disséminées sur le territoire communal, exception faite des parties boisées au nord-ouest et au sud-ouest, qui en sont dépourvues. Même l'ancienne commune d'Aubigny, composée elle aussi de plusieurs petits hameaux et d'habitations isolées, ne semblait pas disposer d'un noyau bâti important.

### Logement
Le tableau ci-dessous présente une comparaison de quelques indicateurs chiffrés du logement pour Loché-sur-Indrois et l'ensemble de l'Indre-et-Loire en 2012, :
|                                                        | Loché-sur-Indrois | Indre-et-Loire |
| ------------------------------------------------------ | ----------------- | -------------- |
| Part des résidences principales (en %)                 | 72,2              | 88,2           |
| Part des logements vacants (en %)                      | 6,0               | 7,4            |
| Part des ménages propriétaires de leur logement (en %) | 75,1              | 58,9           |

Le nombre élevé de résidences secondaires ou occasionnelles est un élément marquant de l'habitat à Loché-sur-Indrois. Elles représentent en effet 21,9 % des habitations (plus d'une habitation sur cinq), alors que la moyenne de l'Indre-et-Loire s'établit à 4,4 % ; en contrepartie, la part des résidences principales se trouve fortement réduite,.
La très grande majorité des ménages (72,1 %) sont propriétaires de leur habitation, valeur très supérieure à la moyenne départementale mais presque stable sur 6 ans ; le logement locatif ne représente que 20,8 % des résidences principales. En 2012, 57,1 % des ménages résidaient dans la commune depuis plus de 10 ans. Entre 1991 et 2009, 21 résidences principales ont été construites (exclusivement des maisons individuelles), représentant 9 % du parc. Le taux de logements vacants, supérieur de deux points à la moyenne départementale en 2012, est resté presque stable depuis 2007 (l'augmentation de ce même taux, au niveau départemental, est de plus d'un point sur la même période),.

### Risques naturels
La commune de Loché-sur-Indrois n'a été concernée que par un seul arrêté de reconnaissance de catastrophe naturelle portant sur des risques « d'inondations, coulées de boue et mouvements de terrain », publié le 30 décembre 1999. Ce type de risque naturel est lié au régime potentiellement torrentiel des affluents de l'Indrois, à la suite d'épisodes pluvieux importants sur la partie amont de son bassin versant. Pourtant, la prise en compte de ce risque ne fait pas l'objet d'un plan de prévention des risques.
La nature argilo-siliceuse des sols du plateau l'expose, après des périodes de sécheresse prolongée, à des phases successives de retrait et de gonflement des argiles pouvant fragiliser les fondations des bâtiments. La carte de risque, établie par le bureau de recherches géologiques et minières, est calquée sur le zonage géologique du territoire. Elle montre que tout le plateau de Loché-sur-Indrois, de chaque côté de la rivière, est soumis à un aléa moyen face à ce risque alors que les vallées et leurs pentes de raccordement au plateau ne sont pas concernées (aléa « faible » ou « a priori nul »). Un arrêté de reconnaissance de catastrophe naturelle, couvrant des dégâts potentiels liés à ce risque survenus en 2011, a été pris.
Loché-sur-Indrois est située en zone de sismicité faible de niveau 2 sur une échelle de 1 à 5 ; le risque sismique en Indre-et-Loire augmente de très faible (niveau 1) dans le Nord-Est du département à modéré (niveau 3) dans le Sud-Ouest, où les tremblements de terre les plus significatifs de ces derniers siècles se sont produits. Les chroniques mentionnent plusieurs séismes notables dans le Sud-Est de la Touraine dont l'un, survenu le 14 septembre 1866, « […] d’une intensité de V à VI ébranla une grande partie de la Touraine et fit se détacher des pierres du château de Montrésor ». Le plus récent tremblement de terre mentionné dans cette partie du département s'est produit le 3 octobre 1999 ; l'épicentre de ce séisme d'une magnitude de 3,7, initialement localisé dans la région de Châteauroux,, semblait être en fait situé sur le territoire même de Loché-sur-Indrois.

## Toponymie et hydronymie
| Formes successives du nom attestées pour les paroisses puis les communes, : - Decima de Albigniaco : 1213, cartulaire de l'abbaye de Villeloin ; - Parrochia de Aubigné : 1296, ibid. ; - Aubigné : 1290, pouillé de Tours ; - Aubigny : 1323, cartulaire de la chartreuse du Liget ; - Locheium : 1150, charte d'Engebaud, archevêque de Tours ; - Parochia de Luchei : 1157, charte de l'abbaye de Beaugerais ; - S. Bartholomaeus de Locheo : XIIe siècle, cartulaire de l'archevêché de Tours ; - Loché-sur-Indrois : décret du 12 décembre 1897. |

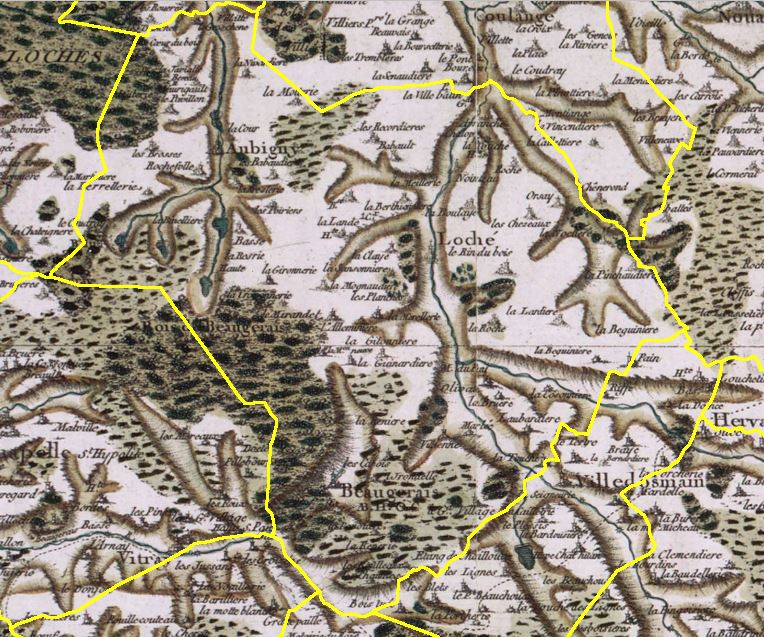
Loché-sur-Indrois sur la carte de Cassini.

Loché-sur-Indrois apparaît pour la première sous la forme latinisée Locheium dans une charte de l'archevêque de Tours en 1150. Le toponyme est mentionné avec pour élément constant un radical Luch- / Loch- qui se retrouve au fil des siècles jusqu'à ce qu'un décret du 12 décembre 1897 fixe l'appellation définitive de la commune en Loché-sur-Indrois, par adjonction d'un déterminant complémentaire pour éviter la confusion avec d'autres Loché.
L'élément Loch- et la terminaison -é résulteraient d'une évolution phonétique à partir d'un type toponymique *Loppiacum ou *Lupiacus qui signifient respectivement « domaine de Loppius » et « domaine de Lupius », Loppius et Lupius étant des anthroponymes gallo-romains, d'origine latine,. Le suffixe -(i)acus généralement noté par la plupart des spécialistes au genre neutre -(i)acum est d'origine gauloise -aco(n) (proto-celtique *-āko), il a plus souvent abouti à la terminaison -é dans l'ouest. La forme -iacum a acquis un caractère autonome, de sorte qu'il n'est pas possible de savoir si la forme primitive était Lupi(us) + -acum ou Lup(us)+ -iacum, dans ce dernier cas, il pourrait s'agir de la « propriété de Lupus » ou encore d'un « endroit où il y a des loups », -(i)acum ayant un caractère locatif à l'origine.
Concernant Aubigny, commune rattachée à Loché-sur-Indrois en 1823, il est possible d'invoquer également une formation en -(i)acus / -(i)acum comme pour Loché, c'est-à-dire *Albiniacus « domaine d’Albinius » ; selon Gérard Taverdet, Aubigny pourrait être basé sur un radical gaulois albu- qui signifie « terre blanche », le suffixe s'analysant à ce moment-là comme une forme allongée de -(i)acum, à savoir -iniacum. On attendrait Aubigné comme le montrent la mention de 1290, forme de l'ouest cf. (Aubigné), mais la terminaison -y, plus commune dans l'ensemble du domaine d'oïl, a cependant prévalu.
Le boisement ancien et les défrichages progressifs de Loché-sur-Indrois semblent avoir laissé leur empreinte dans la microtoponymie avec la Haute- et la Basse-Lande, les Bruyères de la Rennerie, la Touche (petit bois, bosquet), la Maison-Neuve ou le Chêne-Derlin (nom local donné au Chêne rouvre). L'Alleu, toponyme reprenant le substantif sans en changer le sens, indique la présence d'un domaine libre de tous droits féodaux. Plusieurs microtoponymes rappellent l'ancienneté de l'activité sidérurgique dans le sud-est de la Touraine, dont Loché-sur-Indrois avec le Mâchefer, le Carroi des Forges, la Minée ou le Champ du Noir.
Le nom de l'Indrois est un dérivé en -iscus du nom de l'Indre, mentionné dans un cartulaire de l'abbaye de Cormery en 850 (Andriscus). Grégoire de Tours est le premier à citer l'Indre au VIe siècle sous le nom de fluvium Angerem dans La Vie des Pères (chap. XVIII). Ce nom est souvent attribué à une évolution du francique anger (prairie herbeuse) d'après la racine ang- ou angr-.

## Histoire

### Préhistoire et Antiquité

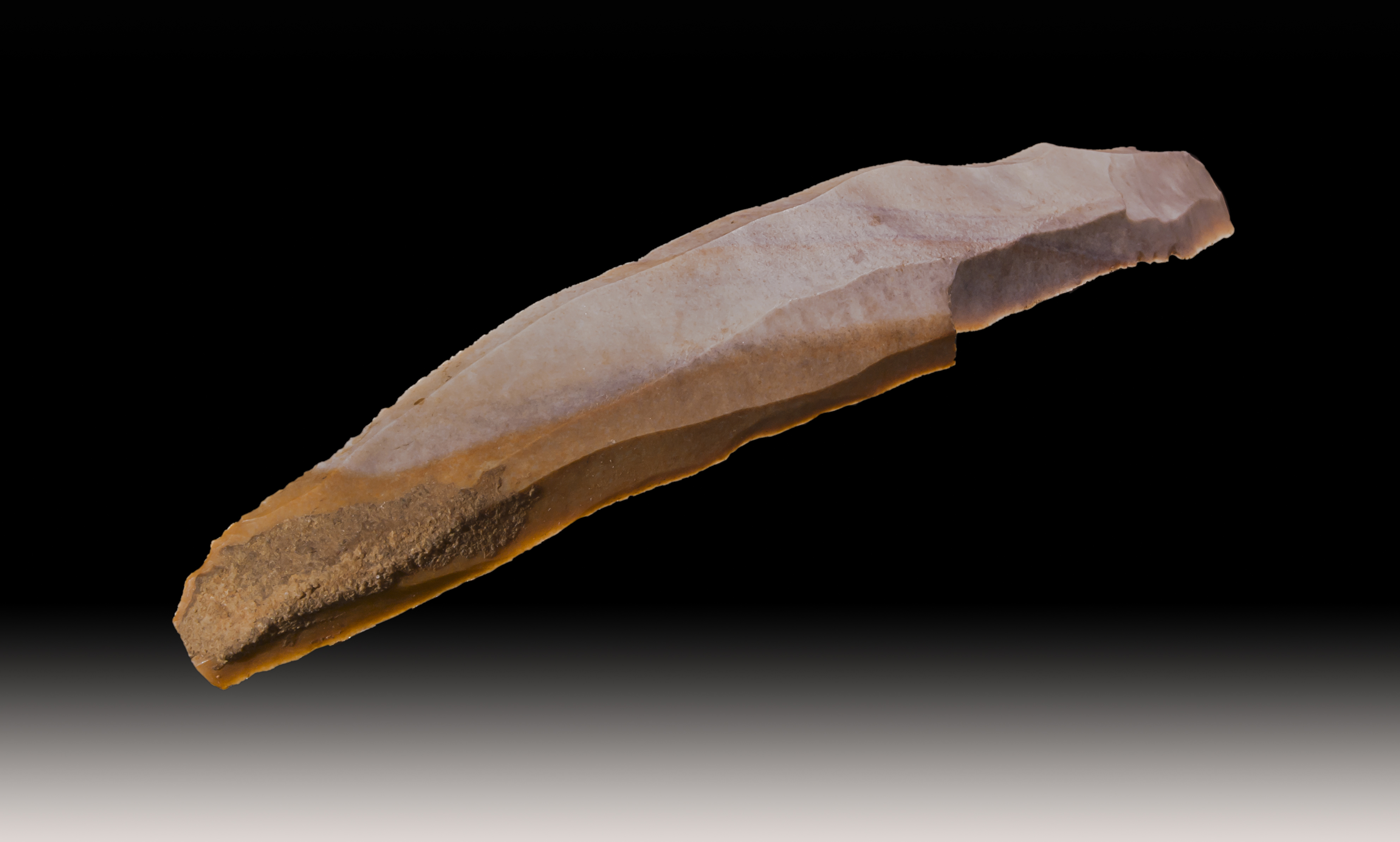
Lame magdalénienne comparable à certaines de celles retrouvées à Loché-sur-Indrois (Muséum de Toulouse).

Des vestiges archéologiques répartis sur plusieurs sites du territoire communal témoignent d'une implantation durable de l'Homme à Loché-sur-Indrois depuis le Paléolithique supérieur. Un petit campement magdalénien (17 000 à 10 000 BP — before present —), a livré environ 230 outils et fragments de silex ; la concentration de ces vestiges dans un rayon de 10 m suggère l'existence d'un petit enclos ou d'une hutte. Une très importante station tardenoisienne (7 000 à 4 000 BP) a été identifiée au sud-est de la commune dans les années 1930 puis fouillée une vingtaine d'années plus tard ; pas moins de 11 750 outils et fragments bruts ou retouchés y ont été retrouvés ; comme précédemment, l'hypothèse d'un groupe de huttes est posée. Succédant directement à la culture tardenoisienne, l'industrie campignienne est représentée à Loché-sur-Indrois par une station sur laquelle ont été retrouvés près de 850 éléments, la moitié étant composée par des outils façonnés, le reste par des déchets de taille plus ou moins retouchés.
Des scories et des déchets de forges ont été retrouvés en plusieurs endroits de la commune, souvent en lien avec des toponymes évoquant cette activité sidérurgique. Non datés avec précision, ces vestiges pourraient être liés à la présence d'enceintes protohistoriques et se rattacher aux époques hallstattienne ou laténienne, comme c'est le cas pour d'autres sites géographiquement proches.
Les indices d'occupation antique sont rares et fragiles : quelques tegulae et quelques tessons de céramique sigillée sur deux sites.

### Moyen Âge

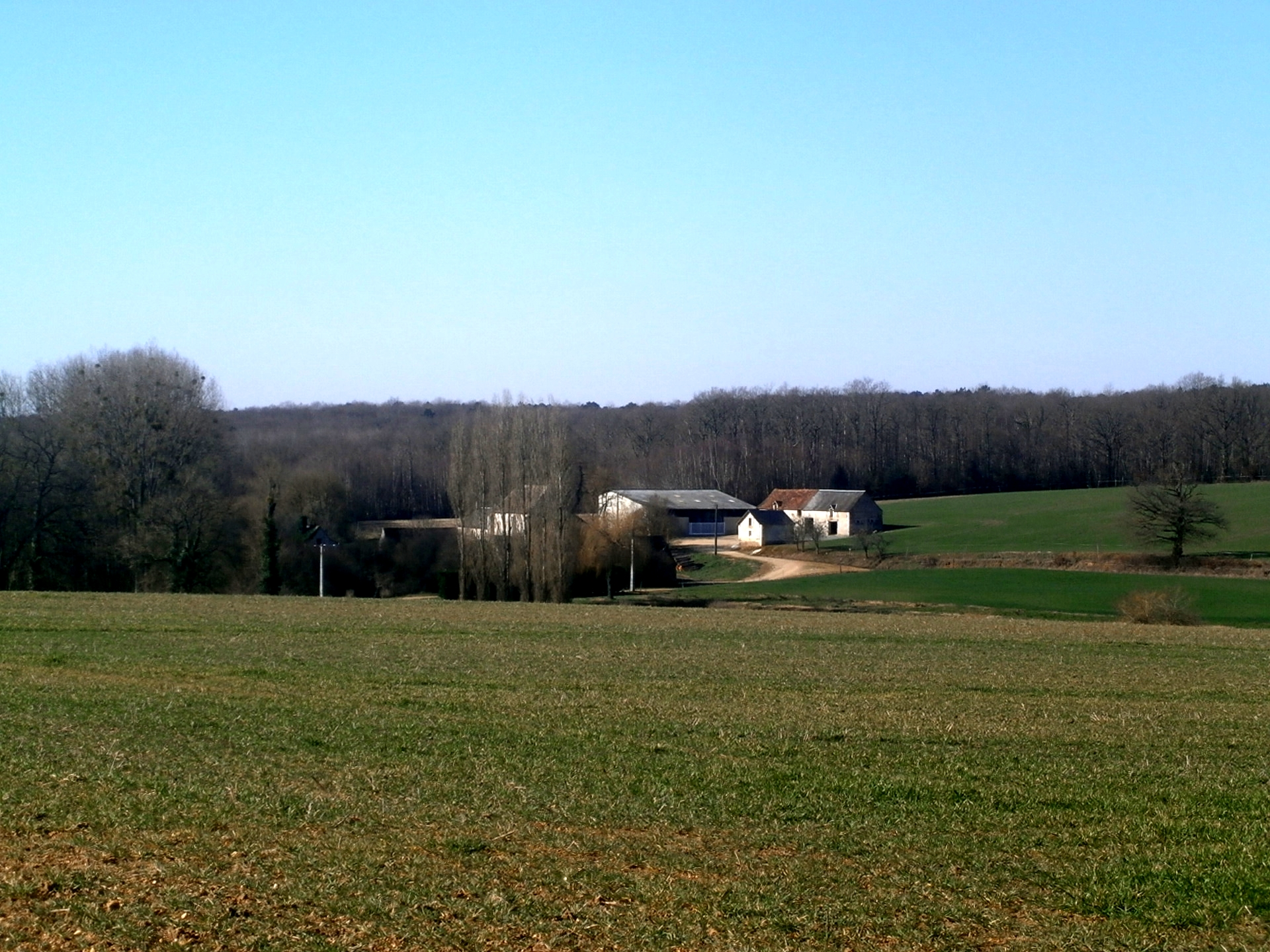
L'ancienne abbaye de Beaugerais à l'orée des bois. L'abbatiale se trouve derrière le rideau des six peupliers.

Exception faite des livres de Grégoire de Tours au VIe siècle, l'histoire de la Touraine est mal documentée par des sources écrites avant la rédaction des premières chartes des grandes abbayes au XIe siècle ; c'est le cas à Loché-sur-Indrois dont l'histoire pendant le haut Moyen Âge est très peu connue.
| Image externe | |
|               | Charte d'Henri II (1177-1189) rattachant l'abbaye de Beaugerais à l'ordre cistercien, British Museum. |

Dans la seconde moitié du XIe siècle, Loché est le théâtre de batailles entre Sulpice Ier d'Amboise et le seigneur Bouchard de Montrésor, son beau-frère, dans le jeu compliqué des alliances et des oppositions des maisons d'Anjou et de Blois. La mention la plus ancienne de Loché date de 1150 et le territoire semble érigé en paroisse dès cette époque. L’événement marquant de ce milieu du XIIe siècle est la fondation de l'abbaye de Beaugerais au début des années 1150 sous la forme d'un ermitage qui se mue en petit monastère augustin. Cet établissement devient très vite cistercien — il n'en a existé que trois en Touraine — ; il se développe rapidement dès le début du XIIIe siècle et il étend ses possessions territoriales. Ses moines participent aux premiers défrichements conséquents du territoire de Loché. La Guerre de Cent Ans cause d'importants dommages à l'abbaye de Beaugerais dont les bâtiments sont pillés et incendiés à plusieurs reprises mais le reste de la paroisse semble plutôt épargné. Les relations ne sont pas toujours faciles entre les moines de Beaugerais et le clergé séculier de la paroisse de Loché, les différends portant le plus souvent sur les prérogatives religieuses des uns et des autres. Dès le Moyen Âge, le territoire paroissial de Loché est réparti entre deux châtellenies : la « sergentise fieffée de Loché » qui couvre la plus grande partie de la paroisse et déborde même largement sur les paroisses environnantes et le petit fief de Loché, rattaché aux châteaux de Montrésor et Sennevières. Cette situation perdure jusqu'à la Révolution française.
Presque aussi ancienne que celle de Loché, la paroisse d'Aubigny, mentionnée dès le début du XIIIe siècle, est alors l'une des nombreuses possessions de Dreux de Mello dans le Lochois, tout comme Orsay, au nord du bourg de Loché, ferme attestée dans un acte de 1248.

### Époque moderne

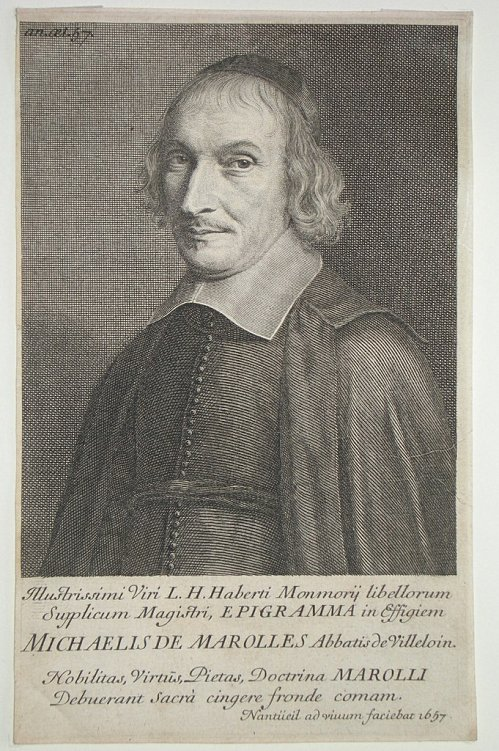
Michel de Marolles, estampe de Robert Nanteuil.

Les guerres de religion ne semblent pas évoquées dans les chroniques relatives à Loché, et leur impact sur la paroisse a dû être réduit même si Claude de la Rue, abbé commendataire de Beaugerais nommé en 1552, s'est converti au protestantisme en 1560 et a abandonné sa charge à ce moment ou peu après. Le XVIIe siècle est marqué par la personnalité de Michel de Marolles qui devient abbé commendataire de Beaugerais en 1609, à l'âge de neuf ans seulement. Devenu adulte, il exerce pleinement cette charge et fait reconstruire une partie des bâtiments de cette abbaye mais, progressivement, son attention se tourne davantage vers l'abbaye de Villeloin dont il est également abbé à partir de 1626.

### Révolution française et Empire
La lecture des cahiers de doléances révèle la précarité de la situation des habitants à la fin du XVIIIe siècle, la très grande majorité d'entre eux n'étant pas propriétaires de leur logement, tout comme le poids écrasant des impôts dont seule une faible part parvient jusqu'aux caisses royales après qu'ils sont passés « par trop de mains pleines de glue ». La Révolution française marque un tournant dans l'histoire des deux paroisses d'Aubigny et de Loché qui sont érigées en communes. Le château est vendu comme bien national alors que son premier étage, depuis plusieurs années, sert de grenier à blé dont le poids a endommagé la charpente. L'abbaye de Beaugerais est également démembrée ; il n'y demeurait plus que deux moines. En 1792, l'abbaye est mise en vente, rachetée par son ancien prieur qui meurt peu après. Les bâtiments sont détruits, semble-t-il volontairement, par le nouvel acheteur et leurs pierres réutilisées dans les constructions alentour ; l'église est fouillée à la recherche d'un hypothétique trésor.
La création des communes en 1789 et des départements en 1790 ramène la limite séparant l'Indre de l'Indre-et-Loire entre Loché d'une part et Châtillon-sur-Indre et Saint-Cyran-du-Jambot d'autre part ; cette limite est approximativement celle des diocèses de Bourges et de Tours créés vers le IVe siècle, elle-même héritée des « frontières » des civitates antiques. Ce n'est qu'à partir du Moyen Âge que les droits coutumiers issus de la féodalité ont progressivement abouti à la création d'un province de Touraine élargie — Châtillon et Saint-Cyran en faisant partie — aux dépens de celle du Berry.

### Période contemporaine

L'ancienne commune d'Aubigny.
Bourg et limites communales de Loché
Territoire communal d'Aubigny
Village d'Aubigny

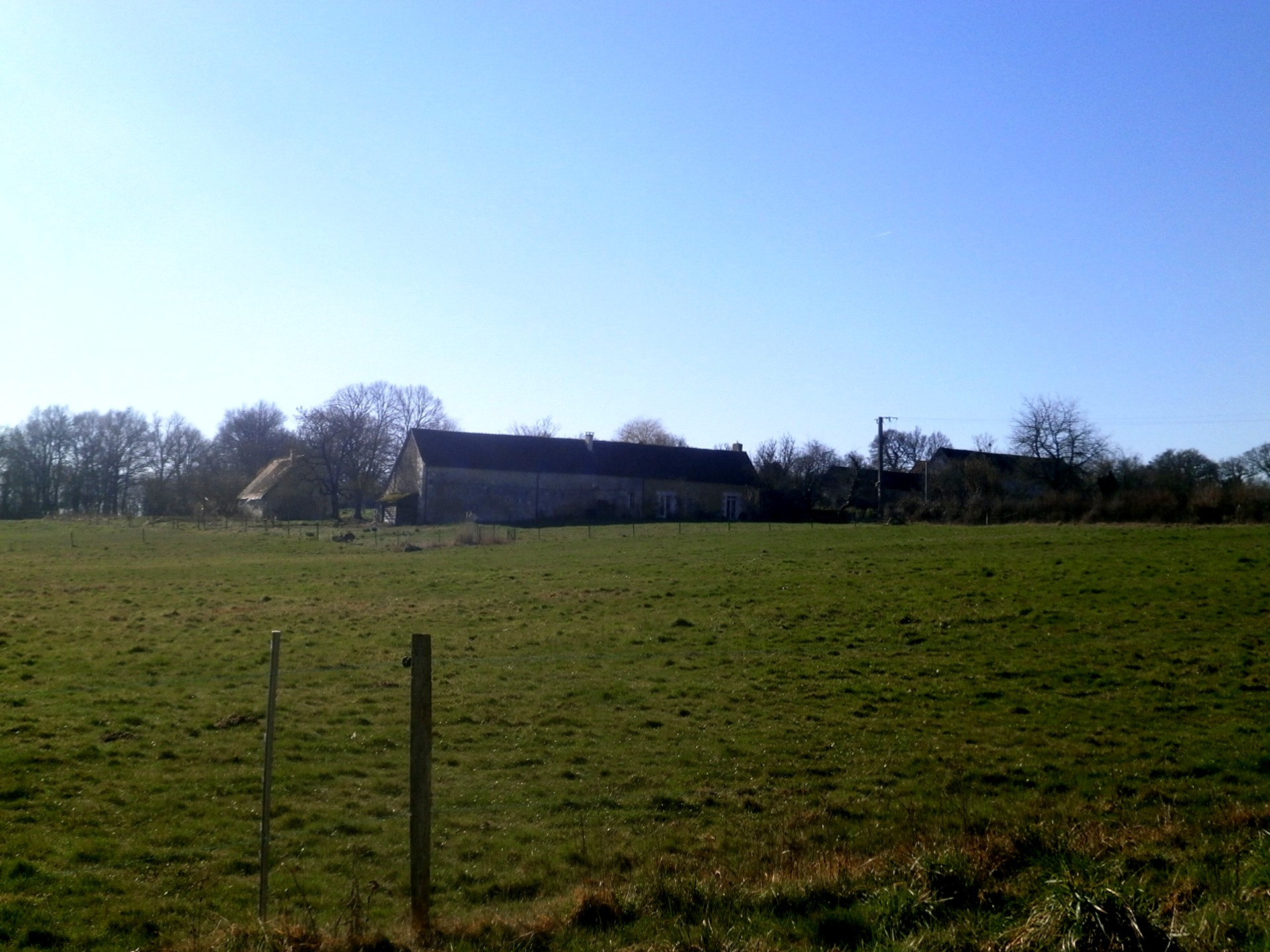
Le hameau d'Aubigny (ancien chef-lieu communal).

En 1823, Loché annexe la commune d'Aubigny par ordonnance royale du 25 juin, devenant ainsi la plus étendue des communes d'Indre-et-Loire. Le rapport préparatoire au roi et le projet d'ordonnance peignent un sombre tableau de la situation d'Aubigny à cette époque, évoquant « un territoire de 1 044 hectares sur un sol ingrat dont 456 hectares incultes, […] une population éparse de 227 habitants [parmi lesquels] seuls le maire et un de ses concitoyens savent signer leur nom. ». À l'occasion de cette réunification et de la suppression de la paroisse d'Aubigny qui l'accompagne, le conseil municipal et le conseil de fabrique de Loché s'affrontent, réclamant l'un et l'autre le produit de la vente de l'église d'Aubigny, ainsi que son mobilier et sa cloche ; le conseil de fabrique obtient, au moins partiellement, gain de cause puisque la cloche est installée dans l'église de Loché-sur-Indrois. Il ne reste plus de trace de l'église paroissiale d'Aubigny mais la cour de l'ancien presbytère occupe l'emplacement du cimetière. En 1897, la commune prend le nom de Loché-sur-Indrois.
La Première Guerre mondiale se révèle particulièrement meurtrière pour Loché-sur-Indrois puisque 72 soldats trouvent la mort lors des combats, dans le Nord de la France et en Belgique, soit un habitant sur 19 sur la base du recensement de 1911,.
Le maquis Césario, du surnom de son chef, le lieutenant Édouard Bretegnier, dans la clandestinité, se rattache à l'Organisation de résistance de l'Armée (ORA). Il opère dès le printemps 1944 dans le sud de la Touraine puis recrute une partie de ses membres sur Loché-sur-Indrois et se cantonne dans les bois de Beaugerais entre le 8 et le 12 août avant d'établir ses quartiers, pour des raisons de sécurité, dans la forêt de Verneuil-sur-Indre. Les bois de Beaugerais servent également de lieu d'exécution de prisonniers du maquis, comme pour ce milicien de Genillé qui y est abattu le 15 septembre 1944. Le 28 août 1944, les troupes d'occupation refluent vers le nord ; des escarmouches ont lieu sur leur passage et un habitant de Loché-sur-Indrois est abattu sur la commune voisine de Nouans-les-Fontaines. Cinq autres habitants de la commune perdent la vie au cours de la Seconde Guerre mondiale.

## Politique et administration

### Situation administrative

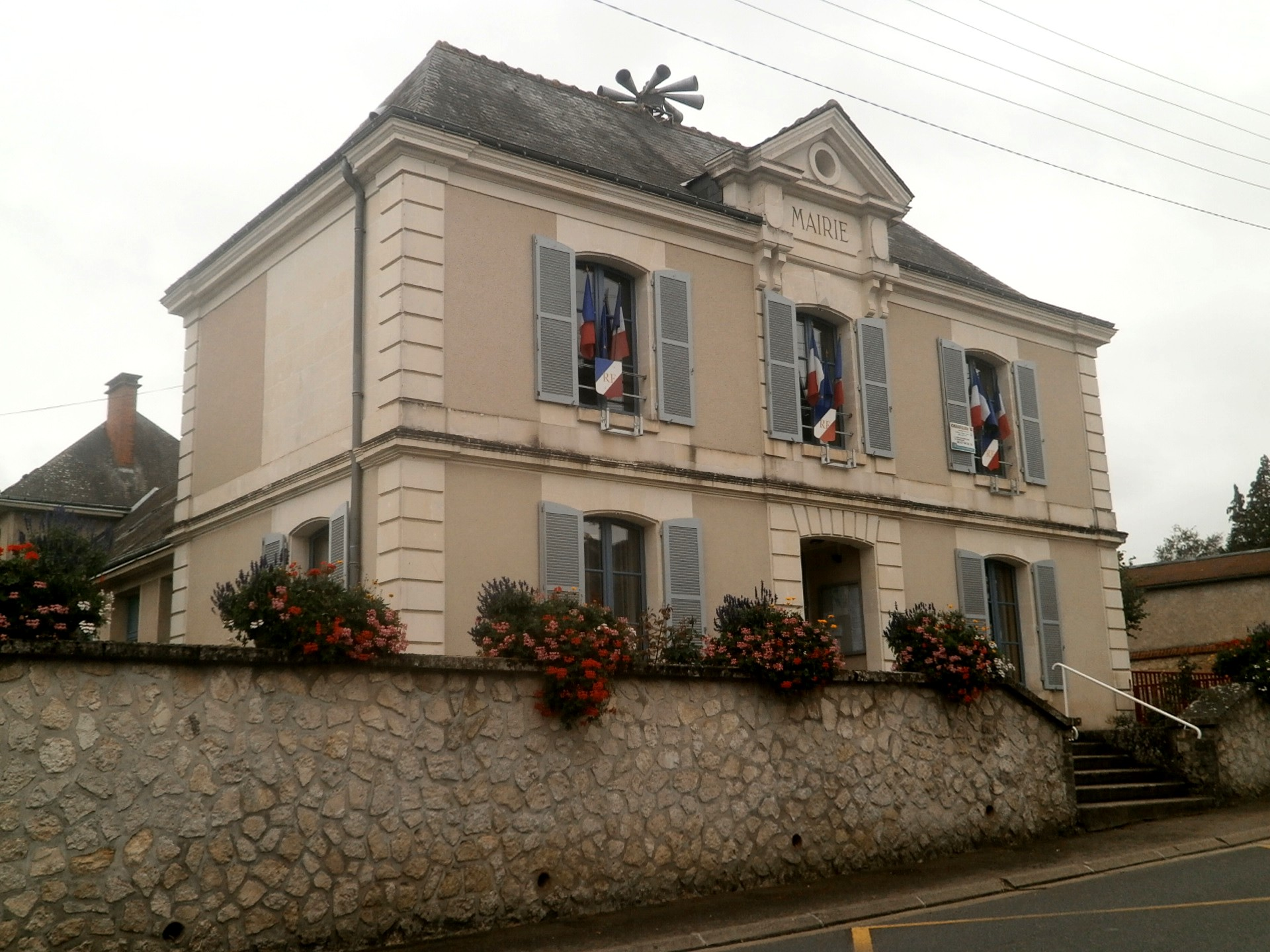
La mairie de Loché-sur-Indrois.

À la suite du redécoupage cantonal de 2014 et la disparition du canton de Montrésor, la commune de Loché-sur-Indrois est rattachée au canton de Loches qui compte 29 communes. À l'issue du second tour des élections départementales de 2015, Valérie Gervès (LR) et Pierre Louault (UDI, conseiller général sortant) sont élus conseillers départementaux du canton de Loches.
Loché-sur-Indrois est rattachée à l'arrondissement de Loches et à la 3e circonscription de l'Indre-et-Loire. La députée de cette circonscription, réélue le 17 juin 2012, était Marisol Touraine (PS). Appelée à siéger au gouvernement le 21 juillet 2012, elle abandonne son siège au profit de son suppléant, Jean-Marie Beffara (PS).

### Tendances politiques et résultats
Les électeurs de Loché-sur-Indrois ont toujours accordé la majorité de leurs suffrages à un candidat de droite lors des scrutins des deux dernières décennies, les seules exceptions étant l'élection cantonale de 2011 où le candidat du parti communiste est arrivé en tête et l'élection régionale de 2015, où la liste d'union de la gauche devance la liste présentée par le FN.

#### Élection présidentielle de 2017
En 2017, au deuxième tour des élections présidentielles, Emmanuel Macron (En marche !), élu, a obtenu 56,99 % des voix et Marine Le Pen (FN), 43,01 %. Le taux de participation s'est élevé à 79,11 %.

#### Élection municipale la plus récente
Le nombre d'habitants au recensement de 2011 étant compris entre 500 et 1 499, le nombre de membres du conseil municipal pour l'élection de 2014 est de 15.
Lors des élections municipales de 2014, 13 des 15 conseillers municipaux ont été élus dès le premier tour ; le taux de participation était de 73,76 %. Les deux derniers conseillers municipaux, n'ayant pas obtenu au premier tour un nombre de voix suffisant, ont été élus à l'issue du second tour pour lequel la participation était de 62,68 %.

### Liste des maires
| Période        | Période                    | Identité                      | Étiquette | Qualité                                                 |
| -------------- | -------------------------- | ----------------------------- | --------- | ------------------------------------------------------- |
| janvier 1791   | septembre 1796             | Etienne Gibert                |           | Chapelier, propriétaire foncier                         |
| septembre 1796 | mars 1798                  | Joseph Renaud-La Grenouillère |           | Officier de santé                                       |
| avril 1798     | novembre 1800              | Jacques Berthon               |           | Juge de paix                                            |
| novembre 1800  | février 1811               | Jacques Roger                 |           | Chirurgien                                              |
| mars 1811      | août 1811                  | Etienne Gibert                |           | Chapelier, propriétaire foncier                         |
| août 1811      | avril 1816                 | Charles Tourmeau              |           | Drapier                                                 |
| mai 1816       | mars 1828                  | François Bonamy               |           | Charron, propriétaire foncier                           |
| avril 1828     | mai 1840                   | François Turmeau-Appert       |           | Régisseur, propriétaire foncier                         |
| juin 1840      | décembre 1848              | Louis-Augustin Boutet         |           | Notaire                                                 |
| janvier 1849   | juillet 1860               | Pierre-Auguste Berthon        |           | Avoué, propriétaire foncier                             |
| août 1860      | septembre 1865             | Vincent Bonamy-Foucher        |           | Bourrelier, marchand                                    |
| octobre 1865   | novembre 1868              | Jean-Charles Richard          |           | Notaire                                                 |
| décembre 1868  | septembre 1870             | Pierre-Auguste Berthon        |           | Avoué, propriétaire foncier                             |
| octobre 1870   | juin 1879                  | Jean-Charles Richard          |           | Notaire                                                 |
| juin 1879      | novembre 1880              | Jules Ledoux                  |           | Meunier, propriétaire foncier                           |
| novembre 1880  | mars 1887                  | François-Eugène Boutet        |           | Propriétaire foncier                                    |
| avril 1887     | mai 1892                   | Albert Bonamy                 |           | Notaire                                                 |
| mai 1892       | mai 1896                   | Jean-Baptiste Boutron         |           | Propriétaire foncier                                    |
| mai 1896       | mai 1904                   | Albert Bonamy                 |           | Notaire                                                 |
| mai 1904       | décembre 1919              | Louis Ledoux                  |           | Propriétaire foncier                                    |
| décembre 1919  | avril 1934                 | Maxime Révérand               |           | Avocat                                                  |
| juillet 1934   | août 1944                  | Armand Chesne                 |           | Clerc de notaire Nommé conseiller départemental en 1942 |
| octobre 1944   | mai 1953                   | Louis Martineau               |           | Cultivateur                                             |
| mai 1953       | mars 1965                  | Jean Révérand                 |           | Avocat, ex Bâtonnier de Tours                           |
| mars 1965      | mars 2014                  | Hubert Livonnet               |           | Exploitant agricole                                     |
| 2014           | En cours (au 4 avril 2014) | Nils Jensch                   |           | Enseignant retraité                                     |

### Instances judiciaires et administratives
Jusqu'à la fin 2009, Loché-sur-Indrois se trouvait dans la juridiction du tribunal d'instance de Loches. La réforme de la carte judiciaire mise en place le 1er janvier 2010 a supprimé cette structure et désormais le tribunal d'instance de Tours est compétent pour l'ensemble du département. Ainsi, toutes les juridictions intéressant Loché-sur-Indrois sont regroupées à Tours, à l'exception du tribunal administratif et de la cour d'appel qui continuent de siéger à Orléans, préfecture de la région Centre-Val de Loire.

### Intercommunalité
Loché-sur-Indrois fait partie de la communauté de communes de Montrésor (CCM), organisme intercommunal dont les compétences s'exercent sur les dix communes constituant l'ancien canton de Montrésor. Se substituant à partir du 13 décembre 2000 à l'ancien SIVOM du canton de Montrésor, elle intervient dans de nombreux domaines : adduction d'eau potable et traitement des eaux usées en régie directe, gestion de la collecte des déchets en remplacement de l'ancien syndicat mixte de collecte et de traitement des ordures ménagères (SMITCOM) du Val d'Indrois, entretien de la voirie, développement économique, etc. Au 1er janvier 2017, elle intègre la nouvelle communauté de communes Loches Sud Touraine.
Le syndicat intercommunal d'énergie d'Indre-et-Loire (SIEIL), fondé en 1937 mais dont les missions et les moyens ont largement évolué, assure le contrôle et la coordination de l'ensemble des concessionnaires opérant sur l'Indre-et-Loire dans le domaine de la distribution de gaz et d'électricité ; il intervient également sur le renforcement des réseaux de distribution d'électricité. Pour toutes les communes d'Indre-et-Loire, Tours exceptée, l'adhésion au service « Électricité » du SIEIL à titre individuel est rendue obligatoire par arrêté préfectoral en date du 23 avril 2008. L'adhésion au service « Gaz », facultative, n'a pas été choisie par Loché-sur-Indrois.
Un syndicat intercommunal à vocation unique (SIVU), le syndicat intercommunal de transport scolaire du Lochois, auquel adhère la commune de Loché-sur-Indrois au même titre que 48 autres communes du Lochois, prend en charge le transport des collégiens et lycéens entre leurs communes respectives et les établissements d'enseignement secondaire, publics comme privés, ouverts dans le périmètre de compétences de ce SIVU. Il opère en convention avec un transporteur professionnel.
Le syndicat mixte Touraine propre, regroupe neuf communautés de communes ou syndicats mixtes intercommunaux d'Indre-et-Loire. Il a pour rôle de favoriser et fédérer les actions en matière de réduction et de valorisation des déchets ménagers. La communauté de communes de Montrésor y participe pour le compte des dix communes qu'elle regroupe, dont Loché-sur-Indrois.

### Politique environnementale
Ce domaine de compétence est du ressort de la communauté de communes Loches Sud Touraine pour l'ensemble de son territoire.

#### Eau potable et assainissement
Quatre forages exploitant des nappes du Cénomanien ou du Turonien et deux stations de traitement assurent l'alimentation en eau potable de Loché-sur-Indrois et des neuf autres communes de l'ancienne communauté de communes de Montrésor dans le cadre d'un dispositif entièrement mutualisé. L'un de ces points de captages se trouve sur le territoire de Loché-sur-Indrois. À la fin de 2013, plus de 3 700 foyers étaient raccordés à ce réseau sur l'ensemble de la communauté de communes.
L'assainissement des eaux usées de Loché-sur-Indrois est assuré, de manière collective, par une station d'épuration à boues activées, d'une capacité de 220 EH (équivalent-habitant), avec rejet des eaux épurées dans l'Indrois en aval du centre-bourg.

#### Déchets ménagers
Deux déchèteries, sur le territoire des communes de Genillé et de Nouans-les-Fontaines, sont accessibles aux habitants de Loché-sur-Indrois. Les déchets ménagers recyclables ou non, sont collectés en porte-à-porte de manière hebdomadaire et des conteneurs pour la collecte du verre, du papier ou des vêtements sont répartis sur le territoire communal.

### Fleurissement
Dans son palmarès 2016, le Conseil National des Villes et Villages Fleuris de France a attribué une fleur à la commune au Concours des villes et villages fleuris.

### Finances locales
Le tableau ci-dessous présente l'évolution de la capacité d'autofinancement, un des indicateurs des finances locales de Loché-sur-Indrois, sur une période de dix ans :
|                      | 2005 | 2006 | 2007 | 2008 | 2009 | 2010 | 2011 | 2012 | 2013 | 2014 |
| -------------------- | ---- | ---- | ---- | ---- | ---- | ---- | ---- | ---- | ---- | ---- |
| Loché-sur-Indrois    | 199  | 180  | 185  | 267  | 358  | 128  | 306  | 337  | 236  | 144  |
| Moyenne de la strate | 150  | 161  | 167  | 166  | 162  | 173  | 194  | 194  | 187  | 188  |

| ■ CAF de Loché-sur-Indrois ■ CAF moyenne de la strate Ordonnées du graphique : valeurs de la CAF exprimées en €/habitant. |

Au cours des dix dernières années, la capacité d'autofinancement de la commune, a toujours évolué, à deux exceptions près, au-dessus de la valeur moyenne de la strate. Le fonds de roulement est toujours positif et toujours supérieur à la moyenne de la strate.

## Population et société

### Démographie

#### Évolution démographique
Les plus anciens registres paroissiaux datent de 1539 pour Loché, 1681 pour Aubigny. En 1789, date du dernier recensement familial avant l'instauration du recensement individuel, la paroisse de Loché comptait 207 feux et celle d'Aubigny 38.
L'évolution du nombre d'habitants est connue à travers les recensements de la population effectués dans la commune depuis 1793. Pour les communes de moins de 10 000 habitants, une enquête de recensement portant sur toute la population est réalisée tous les cinq ans, les populations de référence des années intermédiaires étant quant à elles estimées par interpolation ou extrapolation. Pour la commune, le premier recensement exhaustif entrant dans le cadre du nouveau dispositif a été réalisé en 2008.

En 2022, la commune comptait 472 habitants, en évolution de −11,61 % par rapport à 2016 (Indre-et-Loire : +1,67 %, France hors Mayotte : +2,11 %).
| 1793  | 1800  | 1806  | 1821  | 1831  | 1836  | 1841  | 1846  | 1851  |
| ----- | ----- | ----- | ----- | ----- | ----- | ----- | ----- | ----- |
| 1 105 | 1 102 | 1 152 | 1 145 | 1 387 | 1 222 | 1 203 | 1 112 | 1 120 |

| 1856  | 1861  | 1866  | 1872  | 1876  | 1881  | 1886  | 1891  | 1896  |
| ----- | ----- | ----- | ----- | ----- | ----- | ----- | ----- | ----- |
| 1 101 | 1 151 | 1 171 | 1 129 | 1 146 | 1 210 | 1 157 | 1 164 | 1 219 |

| 1901  | 1906  | 1911  | 1921  | 1926  | 1931  | 1936  | 1946  | 1954  |
| ----- | ----- | ----- | ----- | ----- | ----- | ----- | ----- | ----- |
| 1 253 | 1 280 | 1 272 | 1 159 | 1 169 | 1 205 | 1 222 | 1 223 | 1 136 |

| 1962 | 1968 | 1975 | 1982 | 1990 | 1999 | 2006 | 2008 | 2013 |
| ---- | ---- | ---- | ---- | ---- | ---- | ---- | ---- | ---- |
| 968  | 872  | 721  | 582  | 556  | 532  | 516  | 512  | 550  |

| 2018 | 2022 | - | - | - | - | - | - | - |
| ---- | ---- | - | - | - | - | - | - | - |
| 479  | 472  | - | - | - | - | - | - | - |

|                                           | 1968 - 1975 | 1975 - 1982 | 1982 - 1990 | 1990 - 1999 | 1999 - 2006 | 2006 - 2012 |
| ----------------------------------------- | ----------- | ----------- | ----------- | ----------- | ----------- | ----------- |
| Taux de variation annuel de la population | - 2,7 %     | - 3,0 %     | - 0,6 %     | - 0,5 %     | - 0,4 %     | + 0,8 %     |
| Solde naturel                             | + 0,3 %     | + 0,5 %     | - 0,8 %     | - 0,4 %     | - 0,4 %     | 0,0 %       |
| Solde migratoire                          | - 3,0 %     | - 2,5 %     | + 0,3 %     | - 0,1 %     | 0,0 %       | + 0,8 %     |

L'augmentation de la population observée entre 1821 et 1831 (242 habitants supplémentaires) est en partie liée à l'absorption par Loché de la commune d'Aubigny en 1823. Aubigny comptait, en 1820, 227 habitants. Jusqu'à 1850, la population a tendance à diminuer mais l'expansion démographique reprend jusqu'au début du XXe siècle où la Première Guerre mondiale marque une cassure nette. Une légère reprise se manifeste ensuite mais dès 1946 une baisse très importante et durable de la population s'amorce — la commune perd près de 60 % de ses habitants en 80 ans — qui n'est jugulée qu'à la fin des années 2000. Sur les dernières décennies, la baisse de la population est surtout liée à un solde migratoire négatif qui traduit la réalité d'un exode rural.

#### Pyramide des âges
La population de la commune est relativement âgée.
En 2018, le taux de personnes d'un âge inférieur à 30 ans s'élève à 25,7 %, soit en dessous de la moyenne départementale (34,9 %). À l'inverse, le taux de personnes d'âge supérieur à 60 ans est de 36,3 % la même année, alors qu'il est de 27,8 % au niveau départemental.
En 2018, la commune comptait 242 hommes pour 237 femmes, soit un taux de 50,52 % d'hommes, largement supérieur au taux départemental (48,09 %).
Les pyramides des âges de la commune et du département s'établissent comme suit.
| Hommes | Classe d’âge | Femmes |
| ------ | ------------ | ------ |
| 0,0    | 90 ou +      | 1,3    |
| 10,3   | 75-89 ans    | 13,1   |
| 26,0   | 60-74 ans    | 21,9   |
| 21,1   | 45-59 ans    | 27,0   |
| 13,2   | 30-44 ans    | 14,8   |
| 12,4   | 15-29 ans    | 12,2   |
| 16,9   | 0-14 ans     | 9,7    |

| Hommes | Classe d’âge | Femmes |
| ------ | ------------ | ------ |
| 0,9    | 90 ou +      | 2,2    |
| 7,9    | 75-89 ans    | 10,2   |
| 17,3   | 60-74 ans    | 18,1   |
| 19,8   | 45-59 ans    | 19,1   |
| 17,9   | 30-44 ans    | 17,2   |
| 18,5   | 15-29 ans    | 17,5   |
| 17,6   | 0-14 ans     | 15,6   |

La forte surreprésentation des garçons de moins de quinze ans par rapport aux filles dans la population communale n'est pas explicable au regard des données disponibles.

### Enseignement
Les communes de Beaumont-Village, Chemillé-sur-Indrois, Loché-sur-Indrois, Montrésor, Villeloin-Coulangé et Villedômain ont mutualisé leurs ressources pour assurer la scolarisation de leurs enfants dans le cycle d'enseignement primaire, au sein d'un regroupement pédagogique intercommunal (RPI). Dans ce cadre, la commune de Villeloin-Coulangé accueille, à la rentrée 2015, 51 élèves de maternelle alors que les élèves du cours élémentaire sont scolarisés à Loché-sur-Indrois (49 élèves) et Montrésor (44 élèves).
Les temps d'activité périscolaire (TAP) sont organisés au sein du RPI dans les trois communes disposant de classes.
Le collège de Montrésor accueille les élèves de l'enseignement secondaire mais les lycées les plus proches se trouvent à Loches, avec deux lycées d'enseignement général, l'un public et l'autre privé, et un lycée public d'enseignement professionnel.
Le transport des écoliers au sein du RPI ainsi que celui des lycéens entre Montrésor et Loches est assuré par un service de cars scolaires (syndicat intercommunal de transport scolaire du Lochois).

### Équipements sportifs, culturels et de loisir

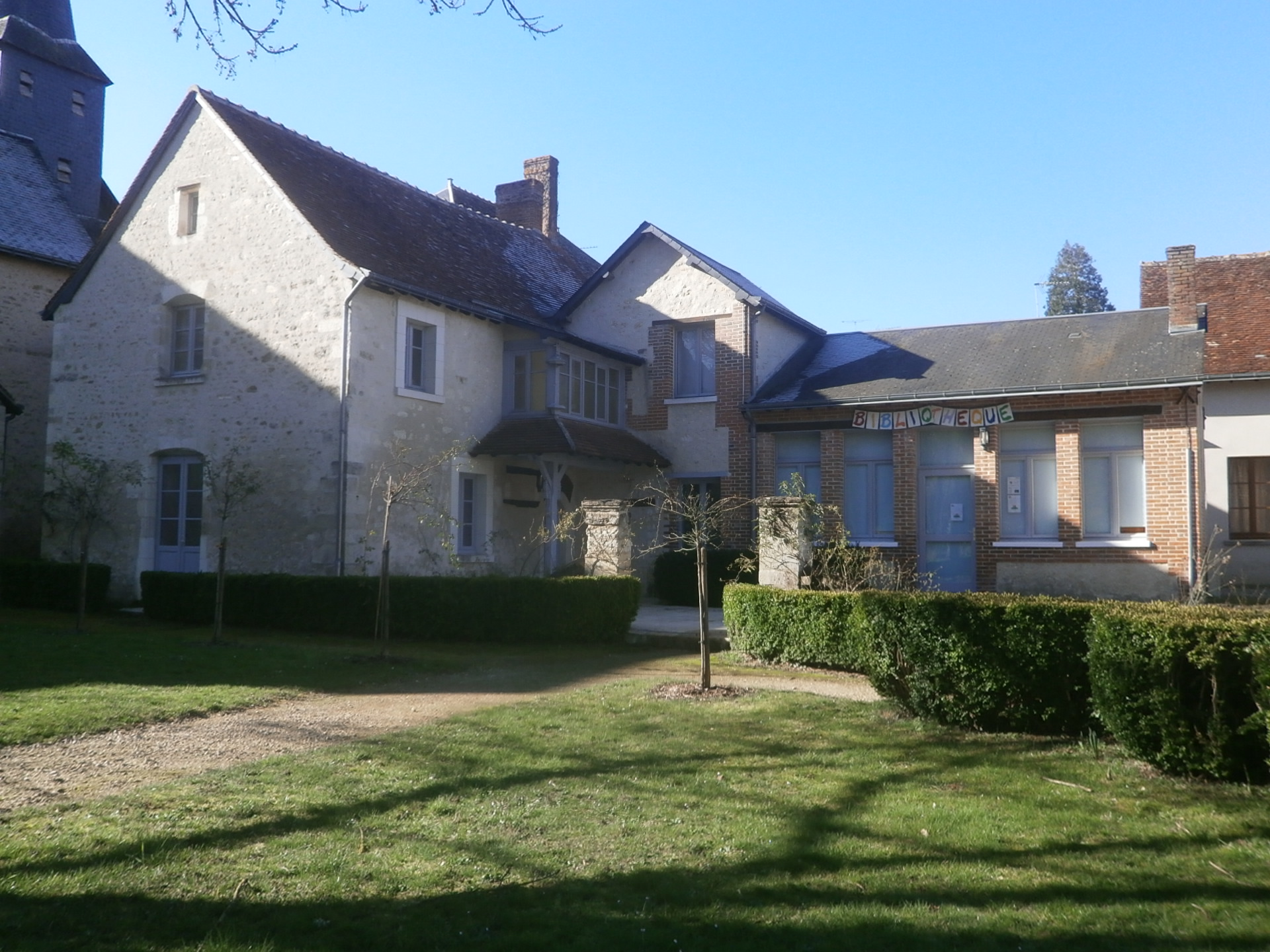
La bibliothèque municipale de Loché-sur-Indrois.

Loché-sur-Indrois dispose d'une salle des fêtes et d'un terrain de sport.
Une bibliothèque municipale est à la disposition des habitants. Elle est intégrée au réseau départemental des bibliothèques gérées par le conseil départemental d'Indre-et-Loire, dans le cadre de la direction de la lecture publique et du livre de Touraine.

### Santé et services d'urgence
Si aucun médecin n'est installé à Loché-sur-Indrois et que le médecin généraliste le plus proche exerce à Villeloin-Coulangé, un cabinet dentaire accueille ses patients dans la localité. L'hôpital le plus proche est, en 2015, le centre hospitalier de Châtillon-sur-Indre.
Un centre de première intervention des sapeurs-pompiers de Touraine est basé à Loché-sur-Indrois.

### Culte
Le territoire de la commune dépend de la paroisse de Montrésor au sein du doyenné de Loches, lui-même partie de l'archidiocèse de Tours, au même titre que cinq autres doyennés. En 2015, l'église Saint-Barthélémy-et-Saint-Laurent de Loché-sur-Indrois est l'un des huit lieux de culte de cette paroisse ; des offices y sont célébrés en alternance avec les autres églises paroissiales.

## Économie
Loché-sur-Indrois est classée en zone de revitalisation rurale par arrêté du 16 mars 2017.

### Revenus et fiscalité
En 2015, le revenu fiscal médian par ménage est de 24 973 €, alors que la moyenne départementale s'établit à 32 011 € et que celle de la France métropolitaine est de 32 409 €. En 2010, la commune ne comptait aucun foyer assujetti à l'impôt de solidarité sur la fortune.

### Emploi
Les deux tableaux ci-dessous présentent les chiffres-clés de l'emploi à Loché-sur-Indrois et leur évolution de 2007 à 2012, :
|                               | Loché-sur-Indrois 2007 | Loché-sur-Indrois 2012 | Évolution |
| ----------------------------- | ---------------------- | ---------------------- | --------- |
| Population de 15 à 64 ans     | 315                    | 326                    | + 3,5 %   |
| Actifs (en %)                 | 74,5                   | 68,7                   | - 7,7 %   |
| dont :                        |                        |                        |           |
| Actifs ayant un emploi (en %) | 70,4                   | 59,4                   | - 15,6 %  |
| Chômeurs (en %)               | 4,1                    | 9,3                    | + 126 %   |

|                                      | Loché-sur-Indrois 2007 | Loché-sur-Indrois 2012 | Évolution |
| ------------------------------------ | ---------------------- | ---------------------- | --------- |
| Nombre d'emplois dans la zone        | 109                    | 102                    | -6,4 %    |
| Indicateur de concentration d'emploi | 48,8                   | 50,8                   | + 4,1 %   |

Entre 2007 et 2012, la population active de Loché-sur Indrois a légèrement augmenté, mais son taux d'emploi s'est fortement réduit. Le taux de chômage, au sens de l'Insee, a plus que doublé sur la même période. Le nombre d'emplois proposé dans la zone est en baisse, mais de manière moins importante que le nombre d'actifs ; il en résulte une légère augmentation mathématique de l'indicateur de concentration d'emploi, qui reste malgré tout à un niveau très faible : seul un emploi est proposé localement pour deux actifs.

### Tissu économique
Le tableau ci-dessous détaille le nombre d'entreprises implantées à Loché-sur-Indrois selon leur secteur d'activité et le nombre de leurs salariés :
|                                                              | Total | %    | 0 salarié | 1 à 9 salariés | 10 à 19 salariés | 20 à 49 salariés | 50 salariés ou plus |
| ------------------------------------------------------------ | ----- | ---- | --------- | -------------- | ---------------- | ---------------- | ------------------- |
| Ensemble                                                     | 63    | 100  | 50        | 12             | 0                | 1                | 0                   |
| Agriculture, sylviculture et pêche                           | 32    | 50,8 | 25        | 7              | 0                | 0                | 0                   |
| Industrie                                                    | 9     | 14,3 | 7         | 1              | 0                | 1                | 0                   |
| Construction                                                 | 3     | 4,8  | 3         | 0              | 0                | 0                | 0                   |
| Commerce, transports, services divers                        | 16    | 25,4 | 14        | 2              | 0                | 0                | 0                   |
| dont commerce et réparation automobile                       | 2     | 3,2  | 2         | 0              | 0                | 0                | 0                   |
| Administration publique, enseignement, santé, action sociale | 3     | 4,8  | 1         | 2              | 0                | 0                | 0                   |
| Champ : ensemble des activités.                              |       |      |           |                |                  |                  |                     |

Les entreprises implantées à Loché-sur-Indrois sont toutes de petite taille. L'une d'entre elles représente 30 des 53 emplois salariés proposés sur la commune en 2013. Les douze autres entreprises ayant recours à la main d'œuvre salariale n'emploient à elles toutes que 20 personnes.
En 2014, huit nouvelles entreprises se sont créées à Loché-sur-Indrois, deux dans le domaine de l'industrie et six dans le secteur du commerce, des transports et des services ; toutes ces créations sont des entreprises individuelles.
Fin 2013, les trois quarts des établissements de Loché-sur-Indrois appartiennent à la sphère productive, c'est-à-dire qu'ils « produisent des biens majoritairement consommés hors de la zone [commune] et des activités de services tournées principalement vers les entreprises correspondantes ».

#### Agriculture et pisciculture
Le tableau ci-dessous présente les principales caractéristiques des exploitations agricoles de Loché-sur-Indrois, observées sur une période de 22 ans :
|                                            | 1988  | 2000  | 2010  |
| ------------------------------------------ | ----- | ----- | ----- |
| Nombre d’exploitations                     | 76    | 44    | 36    |
| Équivalent Unité de travail annuel         | 78    | 69    | 50    |
| Surface Agricole Utile (SAU) (ha)          | 5 125 | 4 678 | 4 355 |
| Cheptel (nombre de têtes)                  | 1 911 | 2 015 | 2 468 |
| Terres labourables (ha)                    | 4 655 | 4 553 | 4 203 |
| Superficie moyenne d’une exploitation (ha) | 65,7  | 67,8  | 87,1  |

Même si le nombre des exploitations agricoles a été divisé par deux entre 1988 et 2010,, Loché-sur-Indrois reste une commune agricole puisque cette activité représente encore, en 2013, plus de la moitié des exploitations et offre encore 10 emplois, à raison d'un salarié par exploitation employant du personnel. L'activité des exploitations reste orientée, sur toute cette période, vers la polyculture mais aussi vers l'élevage, comme en témoigne un cheptel en nette augmentation. La production laitière a longtemps été une activité agricole majeure dans la commune, au point qu'une laiterie importante au plan départemental y a installé une station d'écrémage de 1909 à 1972. Un élevage piscicole et une brasserie artisanale sont par ailleurs implantés sur la commune.

#### Industrie
Une entreprise spécialisée dans l'installation de structures métalliques est, avec 30 salariés en 2013 et 25 en 2014, le plus important employeur de la commune,.

#### Artisanat, commerces et services
Quelques artisans sont installés à Loché-sur-Indrois, entreprise de peinture, chauffagiste, atelier de couture, ébéniste.
L’année 2023 a vu la réouverture à Loché-sur-Indrois d'un commerce de proximité (Bars, restaurant, boulangerie, épicerie). Une agence postale communale est ouverte dans la commune. Il n'est toutefois pas facile, pour un territoire aussi étendu, de maintenir dans le chef-lieu communal un réseau de services de proximité, dans la mesure où les hameaux du nord de la commune sont aussi proches des bourgs de Villeloin-Coulangé ou de Montrésor que du centre de Loché-sur-Indrois et que, pour les habitants du sud, il est plus aisé d'aller s'approvisionner à Châtillon-sur-Indre. Bien qu'un peu plus éloignée, la ville de Loches offre des services très diversifiés. Un marché est toutefois organisé chaque jeudi.
Plusieurs entreprises, généralement individuelles, proposent leurs services à Loché-sur-Indrois dans des domaines divers : traiteur, vente à distance, commerce itinérant, surveillance et entretien, couture, ainsi que deux assistantes maternelles.

#### Tourisme
Si Loché-sur-Indrois ne dispose pas d'hôtel ni de camping, des possibilités d'hébergement temporaires sont cependant offertes sous la forme de gîtes ruraux ou de chambres d'hôte.

## Culture locale et patrimoine

### Lieux et monuments

#### Monuments historiques

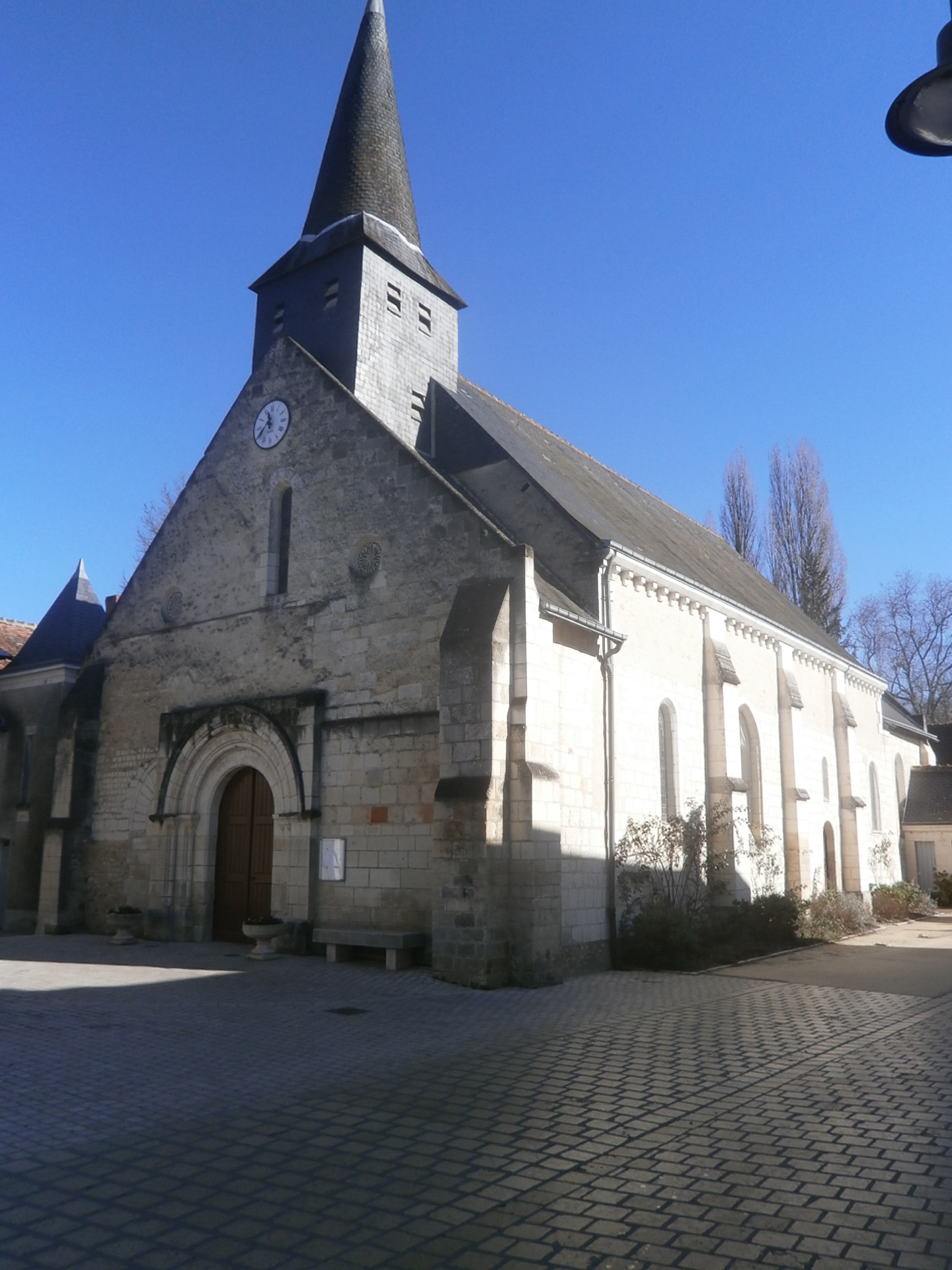
Vue générale de l'église.

L'église paroissiale Saint-Barthélémy-et-Saint-Laurent est un édifice majoritairement daté du XIIe siècle, mais sur la façade ouest des ouvertures plus anciennes qui témoignent d'un édifice antérieur, peut-être du Xe siècle ; cette façade, sur laquelle prenait appui un auvent en bois supprimé au XIXe siècle, est inscrite au titre des monuments historiques en 1952. Le chœur à chevet plat est du XIIIe siècle. Une cloche provenant de l'église d'Aubigny (classée le 11 juillet 1942), un tabernacle des XVIIe et XVIIIe siècles (inscrit le 25 juillet 1977), une statue en bois du XVIIe siècle représentant le Christ en croix (inscrit le 7 mai 1973) et un calice du XVIIe siècle (inscrit le 7 mai 1973) sont recensés dans la base Palissy des objets protégés. Deux statues en bois du XVe siècle qui décoraient l'église et qui provenaient de l'église d'Aubigny détruite ont été vendues en 1890 ; l'une d'entre elles, représentant saint Jean au calvaire, se trouve au musée du Louvre, l'autre (Mater dolorosa) au Metropolitan Museum of Art de New York. L'église de Loché était dédiée à saint Barthélémy jusqu'en 1823. À compter de cette date et de la suppression de la paroisse d'Aubigny desservie par l'église Saint-Laurent, elle porte la double dédicace de Saint-Laurent-et-Saint-Barthélémy.

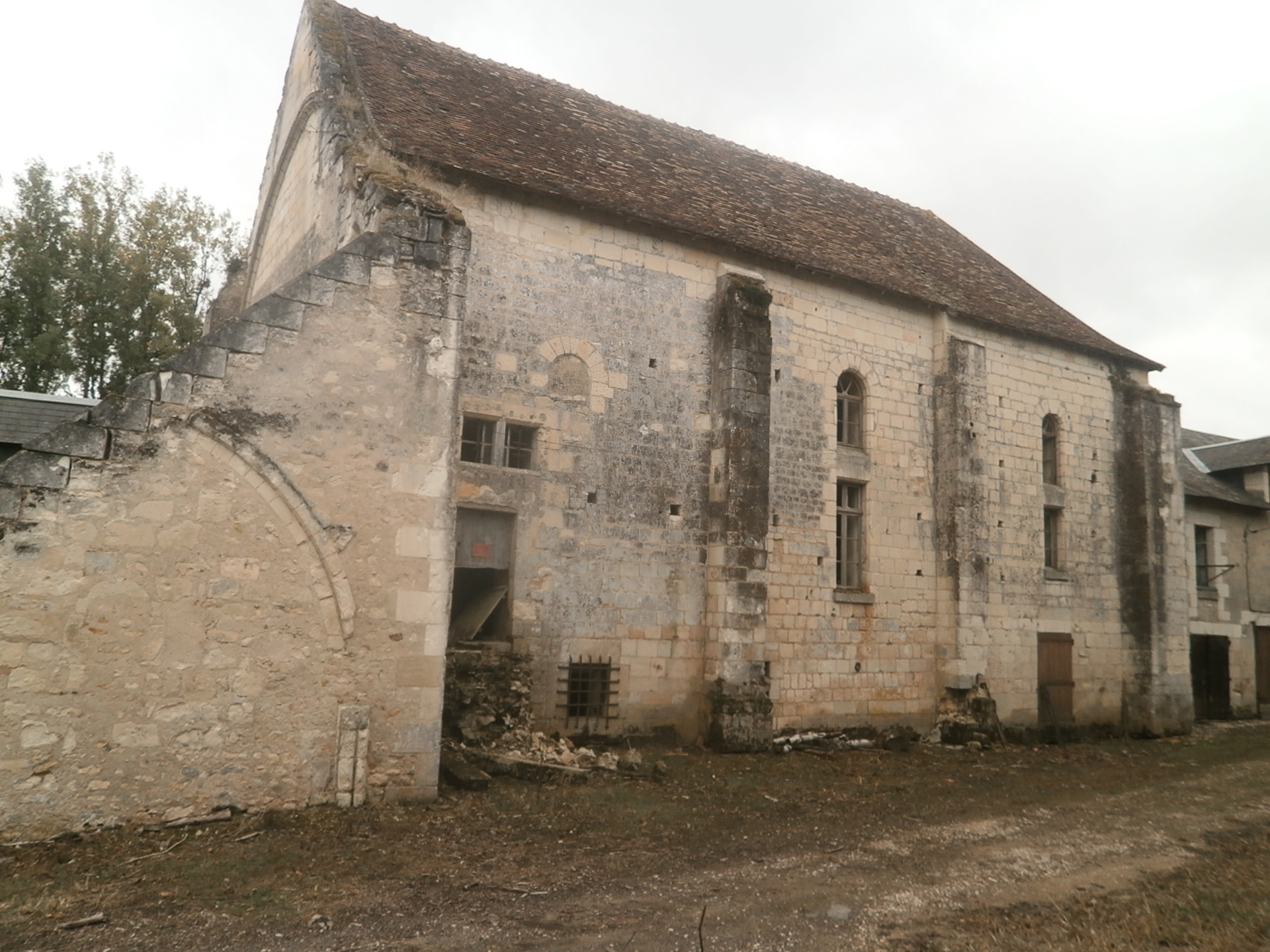
Ancienne église abbatiale de Beaugerais.

L'ancienne abbaye de Beaugerais, fondée au début des années 1150 sur des terrains offerts à des ermites par quatre chevaliers partant pour la Terre Sainte, appartient d'abord à l'ordre des Bénédictins avant de passer sous le contrôle des cisterciens ; cette modification de tutelle s'accompagne peut-être d'un déplacement de l'emprise de l'abbaye, initialement construite au bord du ruisseau. Très puissante et disposant de vastes territoires au Moyen Âge bien que le nombre de moines qui y résident n'ait probablement jamais dépassé la douzaine, Michel de Marolles en est nommé abbé commendataire en 1609, alors qu'il n'a que 9 ans ; c'est certainement sa famille qui assure de fait la gestion de l'abbaye pendant l'enfance de Michel. L'église subit au fil des siècles de profonds remaniements qui, mal documentés, en rendent l'histoire difficile à restituer. L'abbaye a déjà perdu beaucoup de son importante lorsque survient le Révolution française. Vendue comme bien national en 1792, beaucoup de ses bâtiments sont rapidement détruits. Il ne reste aujourd'hui que la nef du XIIe siècle de l'ancienne église et quelques vestiges du cloître. Ces éléments sont inscrits au titre des monuments historiques en 1938.

#### Autres monuments et sites

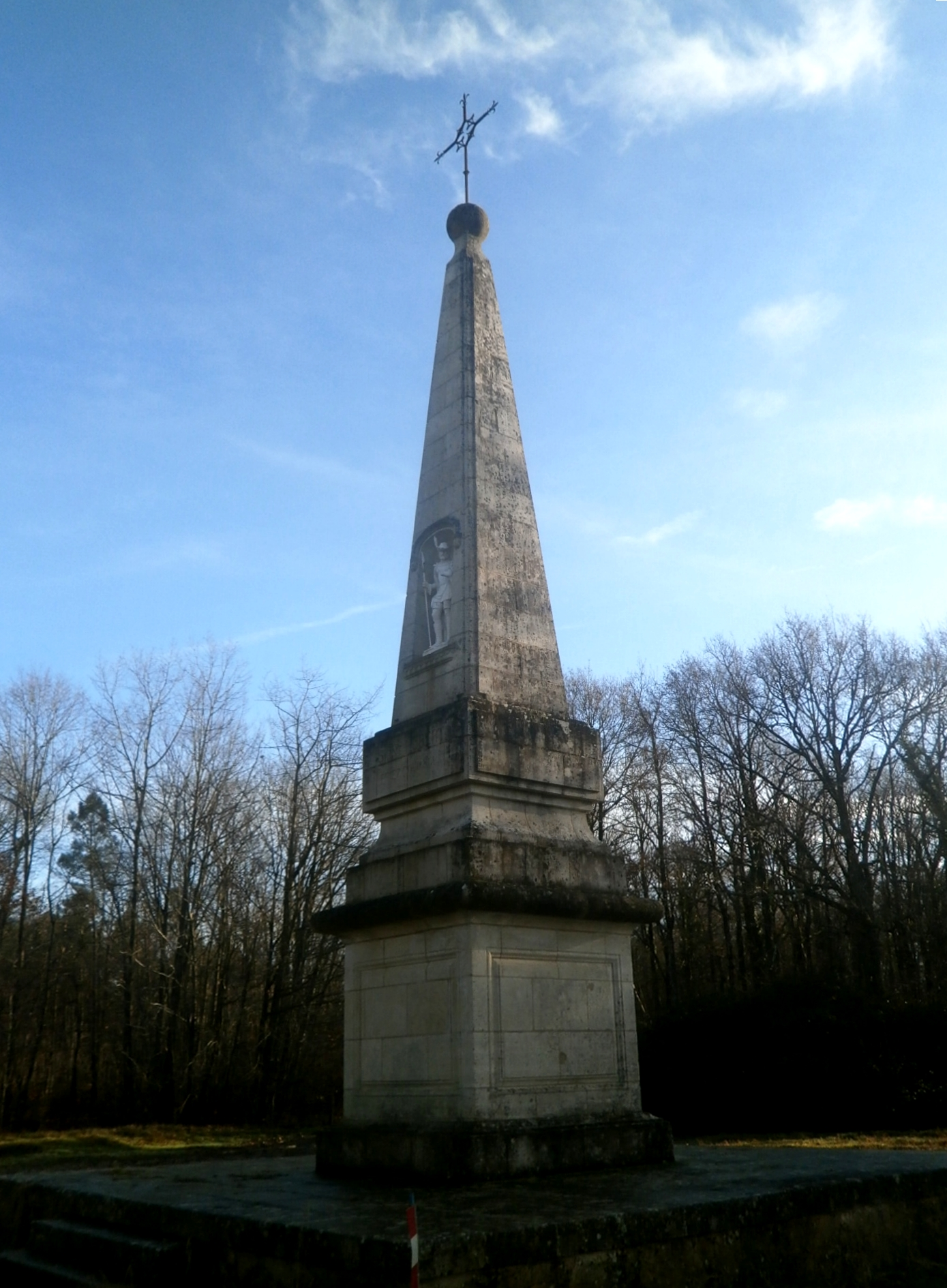
La pyramide de Saint-Hubert.

Le château de Loché, près du bourg, était le siège d'une châtellenie attestée dès 1212 et servant alors de maison forte. Cette châtellenie fut à la fin du XVe siècle propriété d'Imbert de Batarnay. C'est au XXIe siècle une bâtisse construite à la Renaissance flanquée d'une tour couverte d'un lanternon jusqu'en 1928. Des douves, mentionnées sur un plan de 1830, ne sont plus que partiellement visibles ; une enceinte fortifiée qui l'entourait n'existe plus que par quelques rares vestiges mal attestés. Le seigneur de Loché, qui détenait le droit de haute justice, siégeait pour cette occasion dans une maison spécialement affectée du bourg mais devait faire appel, pour les exécutions, au bourreau de Loches à défaut d'en disposer sur place.
Roches fut une seigneurie de Loché attestée dès 1218. La maison qui en occupe le centre a été construite à partir de 1564, comme en témoigne une pierre enchâssée dans ses fondations ; elle appartenait alors à R. Boutillon, « capitaine au régiment de Piémont gouverneur du château de Loches ».

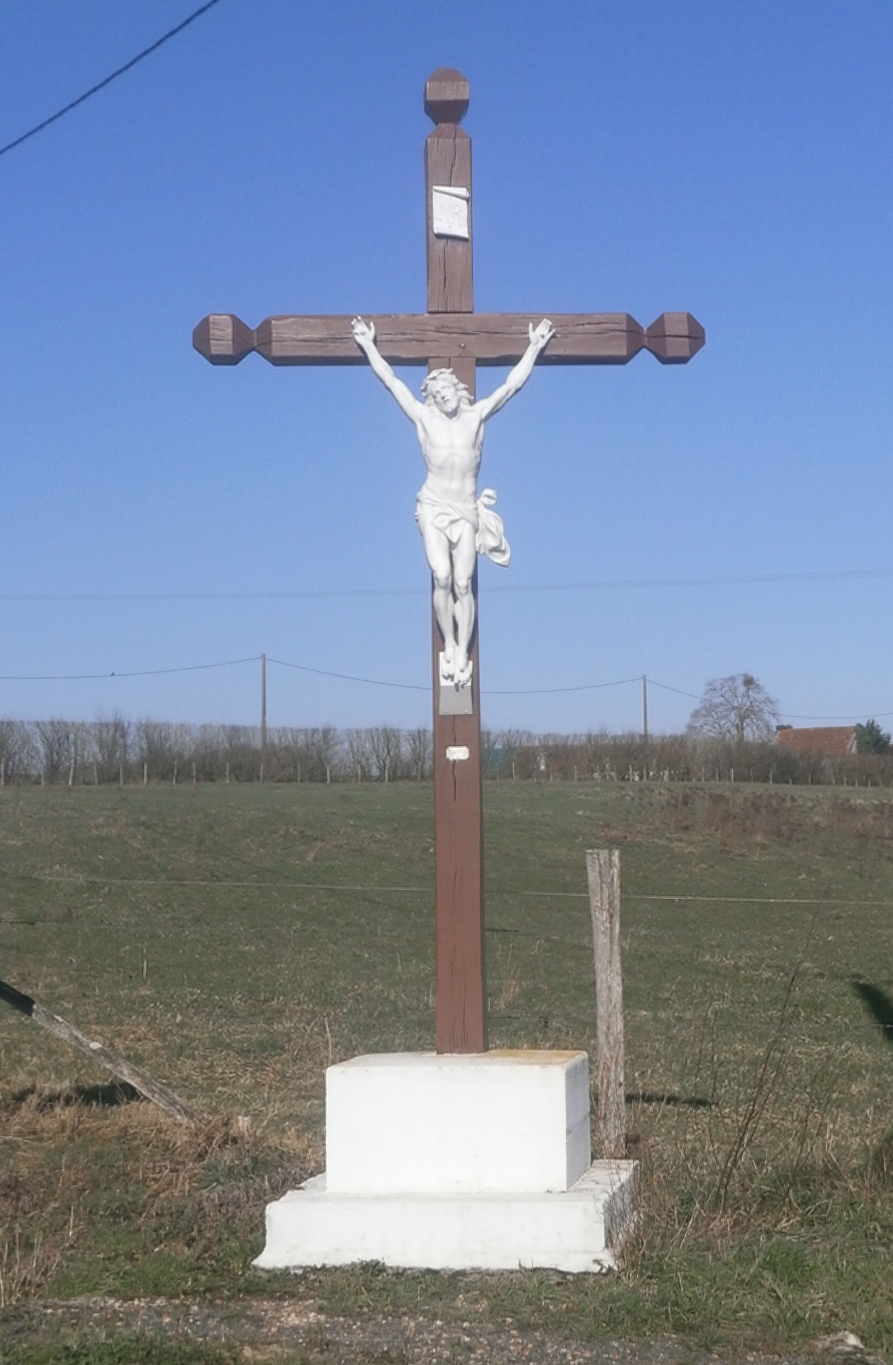
La croix du Chêne-Derlin.

La pyramide de Saint-Hubert fut édifiée dans les bois de Beaugerais par le comte Ksawery Władysław Branicki sur le modèle des pyramides de la forêt de Loches. Construite en l'honneur de Władysław, un des fils du comte mort en 1913 à l'âge de vingt ans lors d'un accident de chasse en Pologne, elle a été commencée en 1914 et terminée en 1922 après une interruption des travaux pendant la Première Guerre mondiale. Elle est creusée d'un niche renfermant une statue de saint Hubert et porte la mention « SAINT HUBERT - PRIEZ POUR NOUS ».
L'argile du sol de Loché-sur-Indrois se prête bien à la fabrication de briques et de tuiles. Deux tuileries et briqueteries (équipements courants dans le Lochois, avec les fours à chaux à vocation agricole) ont fonctionné à Loché-sur-Indrois. La première fabrique a fonctionné de 1857 à 1924 d'abord comme four à chaux, puis comme tuilerie ; les aménagements ont disparu dès la fin de l'exploitation, remplacés par des habitations, sauf peut-être un vestige du four lui-même, mais le toponyme du Four à Chaux demeure. Ses éventuels vestiges sont inscrits à l'inventaire général du patrimoine culturel. La seconde tuilerie resta en service de 1789 à 1987 au lieu-dit le Coudray ; les bâtiments et équipements sont conservés, mais à l'abandon. Le four du Coudray est lui aussi inscrit à l'inventaire général du patrimoine culturel.
La ferme de Gratte-Paille, à 2,5 km au sud de Beaugerais, fut une grange cistercienne rattachée à l'abbaye probablement peu de temps après sa fondation ; c'est le seul édifice de ce type identifié dans le sud du département.
Jusqu'à 21 croix de mission et calvaires ont été implantées sur le territoire de Loché-sur-Indrois à l'occasion des missions évangéliques aux XIXe et XXe siècles ; au début du XXIe siècle, il n'en subsiste que neuf, dont celle du « Chêne-Derlin », entre Loché-sur-Indrois et Villeloin-Coulangé, construite en 1928 et restaurée en 1995. Ce type de croix en bois portant une statue est moins courant en Indre-et-Loire que les croix en bois « nues » ; il en subsiste encore une petite centaine, dont cinq sur le seul territoire de Loché-sur-Indrois.

### Patrimoine naturel et environnemental

Les ZNIEFF de Loché-sur-Indrois.
Bourg et limites communales
ZNIEFF des landes de la Motterie
ZNIEFF du massif forestier de Loches

Le territoire communal de Loché-sur-Indrois est partiellement inclus dans l'aire de deux zones naturelles d'intérêt écologique, faunistique et floristique.
La ZNIEFF des landes de la Motterie (seconde génération, type 1), en bordure de la forêt de Loches, est une petite zone de 10,50 ha constituée de trois entités séparées, sur les communes de Loché-sur-Indrois et de Villeloin-Coulangé. C'est un milieu extrêmement fragile menacé de fermeture en raison de sa petite taille et de son éclatement. Les populations de bruyères à balais (Erica scoparia) qui y subsistent témoignent d'une aire de répartition jadis plus large ; la Gentiane des marais (Gentiana pneumonanthe) s'y rencontre également.
La ZNIEFF, de deuxième génération et de type 2, dite du massif forestier de Loches, s'étend sur 5 066 ha sur le territoire de 10 communes. C'est la partie nord-ouest de l'aire communale de Loché-sur-Indrois qui y est rattachée, et elle y intègre la ZNIEFF des landes de la Motterie. La forêt de Loches est considérée comme l’un des massifs boisés les plus riches d’Indre-et-Loire. De nombreuses espèces remarquables de la flore et de la faune y sont rencontrées : la scolopendre (Asplenium scolopendrium var. scolopendrium) est une fougère qui prospère sur le bord des talus humides de la forêt, la Myrtille (Vaccinium myrtillus) y est commune ; six espèces de chiroptères (toutes protégées), dont le Vespertilion de Daubenton (Myotis daubentonii), chassent dans ses clairières ; des insectes saproxyliques dépendants du renouvellement naturel du boisement comme la Rosalie des Alpes (Rosalia alpina), strictement inféodée au hêtre, accélèrent la décomposition des arbres morts ; de nombreux oiseaux y nichent, tels l'Engoulevent d'Europe (Caprimulgus europaeus) ou le Pic cendré (Picus canus).

Faune et flore des ZNIEFF de Loché-sur-Indrois (sélection).
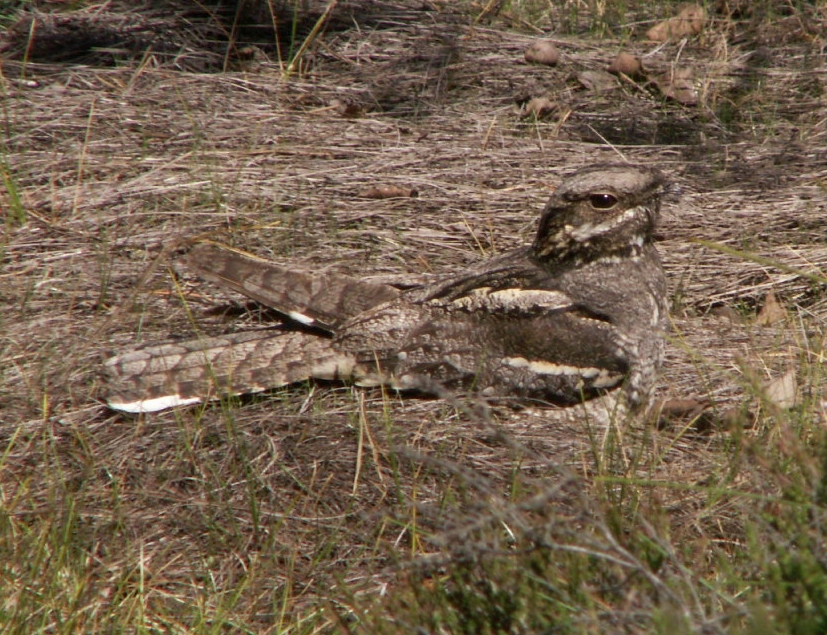
Engoulevent d'Europe.
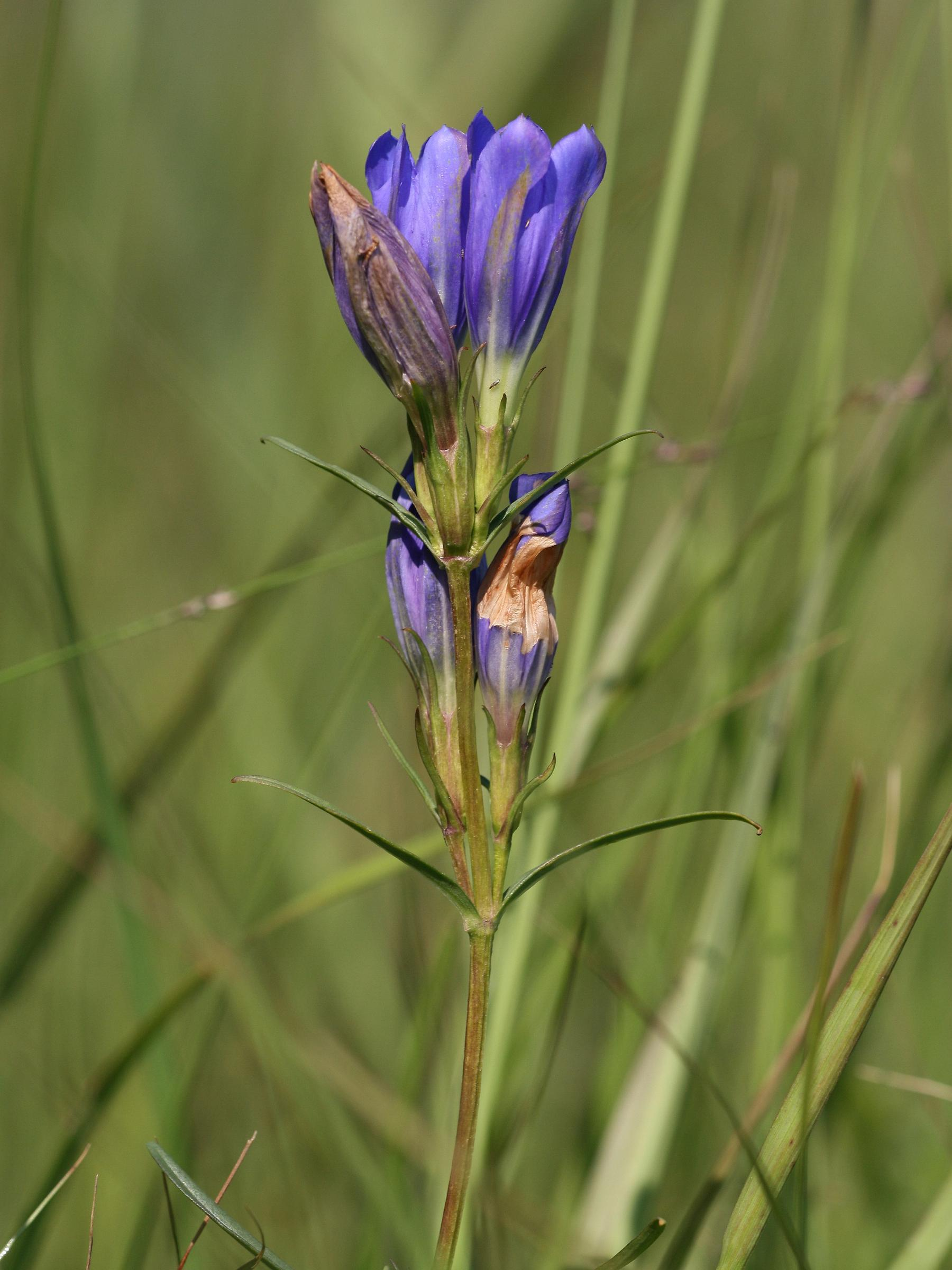
Gentiane des marais.
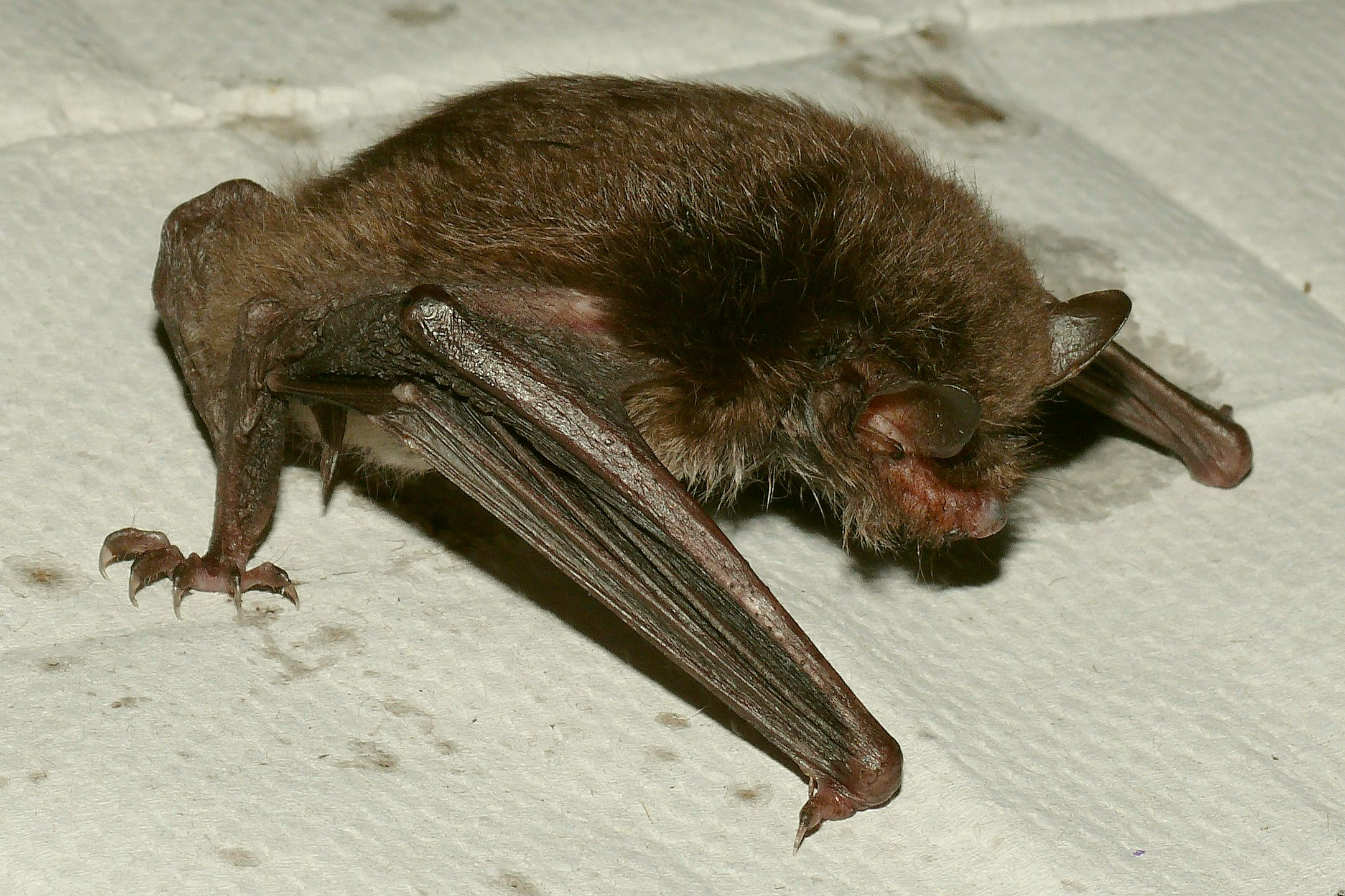
Vespertilion de Daubenton.
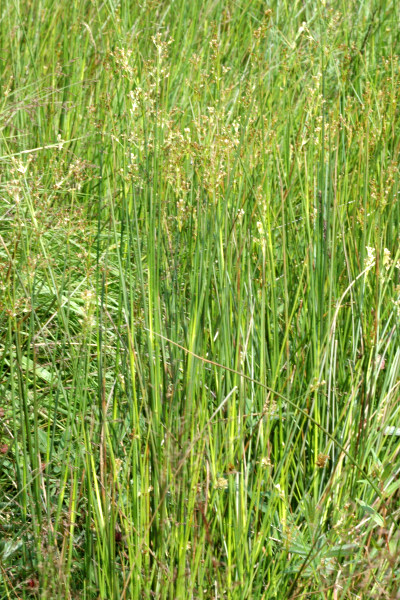
Jonc acutiflore.
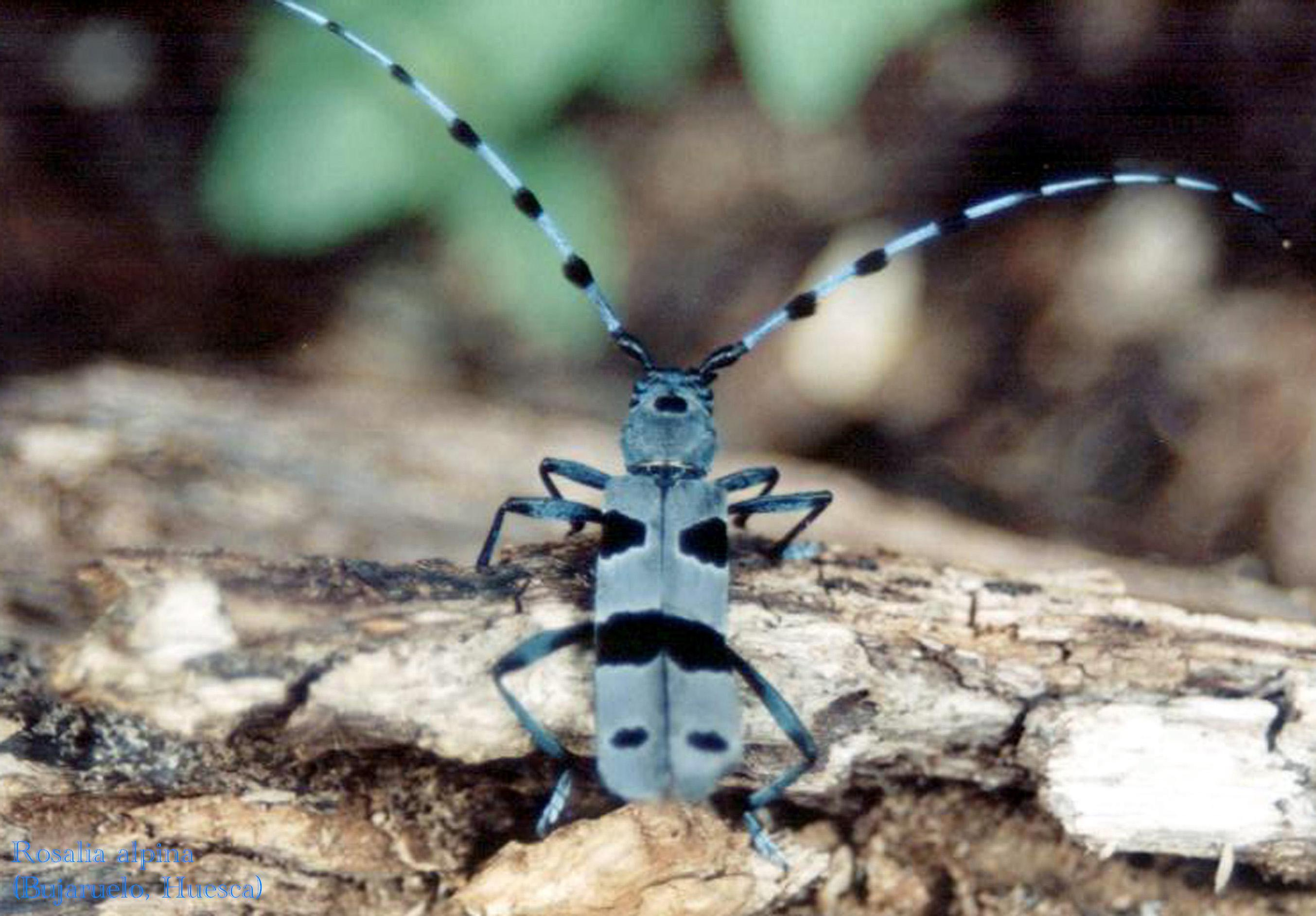
Rosalie des Alpes.

### Patrimoine gastronomique
La commune de Loché-sur-Indrois se trouve dans l'aire géographique et dans la zone de production du lait, de fabrication et d'affinage des fromages Sainte-Maure de Touraine  et Valençay ces deux produits bénéficiant d'une appellation d'origine protégée (AOP) au niveau européen et d'une appellation d'origine contrôlée (AOC) au niveau national. Onze types de vins tranquilles ou effervescents (crémants) bénéficient des mêmes appellations.
Rillettes de Tours, bœuf du Maine, volailles du Berry et vingt-deux types de vins tranquilles bénéficient d'une indication géographique protégée (IGP) s'ils sont produits sur le territoire de Loché-sur-Indrois.

### Personnalités liées à la commune

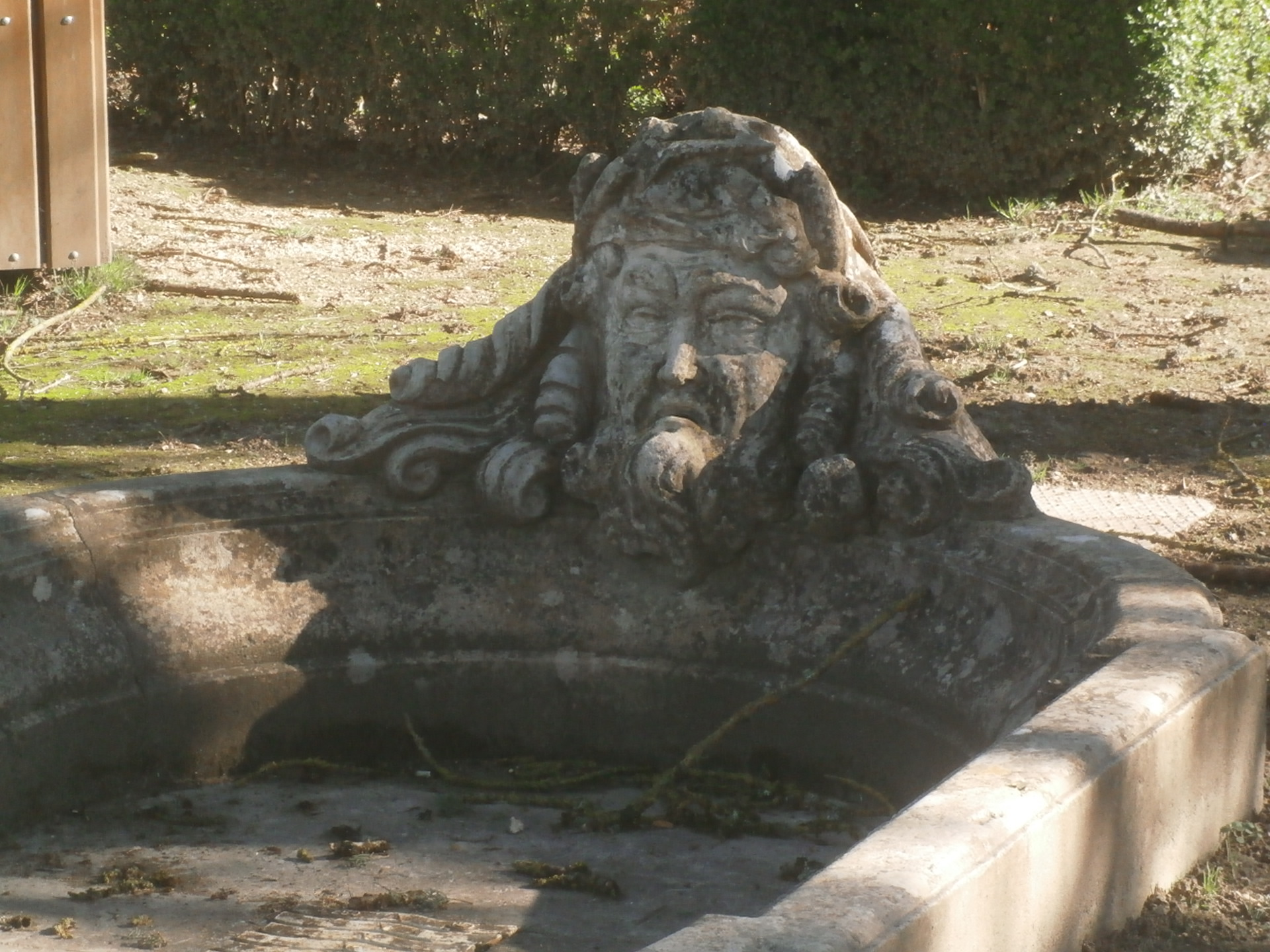
Sculpture d'Henri Varenne à Loché-sur-Indrois.

Michel de Marolles (1600-1681) : homme d'Église, traducteur et historien français, mais aussi personnage mondain, également connu pour sa collection d'estampes, fut abbé de Beaugerais à partir de 1609.
Henri Varenne (1860-1933) : sculpteur, a résidé plusieurs années à Loché-sur-Indrois et y a laissé plusieurs œuvres, dont certaines décorent un jardin de curé ouvert au public qu'il aménagea près de son domicile — l'ancien presbytère transformé en bibliothèque municipale — alors que d'autres sont exposées dans la salle des fêtes communale.
Simone Bonamy : née à Loché-sur-Indrois en 1888, fut la première femme avocate inscrite au barreau de Tours en 1913.
Michel Bourderioux (1902-1991), né à Luçay-le-Mâle (Indre) et mort à Tours, curé de Loché-sur-Indrois — où il est inhumé — de 1942 à 1990, historien qui consacra de nombreuses publications à Loché-sur-Indrois, fut également conservateur des antiquités et objets d'art du département d'Indre-et-Loire. Une plaque, à l'intérieur de l'église de Loché-sur-Indrois, rappelle son souvenir.

### Héraldique
| Blason de Loché-sur-Indrois | Les armes de Loché-sur-Indrois se blasonnent ainsi : De gueules à une crosse contournée d'or, aux deux loches contournées d'argent nageant l'une sur l'autre brochant en cœur sur le tout. Armes parlantes. La Loche de rivière est un poisson d'eau douce. |